# I. Ágoston mexikói császár
Agustín de Iturbide (teljes nevén: Agustín Cosme Damián de Iturbide y Arámburu, Valladolid, 1783. szeptember 27. – Padilla, 1824. július 19.) új-spanyolországi katona, sokáig a mexikói függetlenségi törekvések ádáz ellensége, majd a függetlenség megvalósítója, a létrejövő I. Mexikói Császárság első és egyetlen uralkodója I. Ágoston néven.
Az ősi baszk családból származó Agustín igen fiatalon belépett az új-spanyolországi hadseregbe. Az 1810-ben kitört függetlenségi háború kezdetekor több ajánlatot is kapott a felkelőktől, hogy csatlakozzon hozzájuk, ám ő a spanyolok pártjára állt. Hat éven keresztül harcolt így a függetlenség ellen, ezalatt sikereinek köszönhetően fokozatosan lépdelt felfelé a katonai ranglétrán. 1816-ban különböző bűncselekményekkel vádolták meg, ezért eltávolították serege éléről. Bár később bizonyítékok hiányában felmentették, a katonai pályára évekig nem tért vissza.
Amikor 1820-ban Spanyolországban forradalom tört ki, melynek következtében VII. Ferdinánd kénytelen volt visszaállítani az antiabszolutista cádizi alkotmányt, Mexikóvárosban az arisztokrácia titkos mozgalmat szervezett, amelynek célja az alkotmány új-spanyolországi életbe lépésének megakadályozása volt, akár a Spanyolországtól való függetlenedés árán is. A La Profesa-i összeesküvés résztvevői Iturbidét kérték fel, kezdje meg harcát a déli hegyekben megbúvó, az alkotmányt is támogató maradék felkelők ellen. Mivel katonailag nem tudta legyőzni őket, tárgyalásos úton meggyőzte Vicente Guerrerót, hogy egyesítsék erőiket és közösen vívják ki a függetlenséget, igaz, nem az eredetileg tervezett formában, hanem alkotmányos monarchiaként. Így született meg 1821 elején az Iguala-terv és a Három Garancia Hadserege, majd nyáron a córdobai egyezmény. A hadsereg ünnepélyesen bevonult a fővárosba, ezzel lezárult a 11 éve tartó háború, és Mexikó elnyerte függetlenségét.
A létrejövő régensségben Iturbide magához ragadta az összes államirányító szervet, majd amikor világossá vált, hogy a Bourbon-ház egyetlen tagja sem kívánja a felajánlott mexikói trónt elfogadni, népi mozgalom Iturbidét segítette a trónra. 1822 nyarán koronázták császárrá I. Ágoston néven.
A számos egymással szemben álló társadalmi csoport közötti törékeny egyensúlyt nem tudta fenntartani, a kongresszust pedig feloszlatta. Lázadások törtek ki ellene, melyek következtében 1823 tavaszán lemondásra kényszerült. Európába hajózott, ahonnan rövid toszkánai és angliai tartózkodás után 1824 nyarán, hívei biztatására visszatért Mexikóba. Mivel hazája törvényhozása időközben árulóvá nyilvánította és halálbüntetést szabott ki rá, megérkezése után azonnal elfogták és kivégezték.
Megítélése ellentmondásos. Vannak, akik azt hangsúlyozzák, eleinte milyen kegyetlenül harcolt a függetlenség ellen, foglyok és civilek ezreit kivégeztetve, és gyalázzák későbbi abszolutista rendszere miatt, de vannak, akik igazi hősként ünneplik, mivel megtalálta a háború lezárásának és a függetlenség elnyerésének talán egyetlen lehetséges és igazán kevés vérontással járó módját.

## Származása

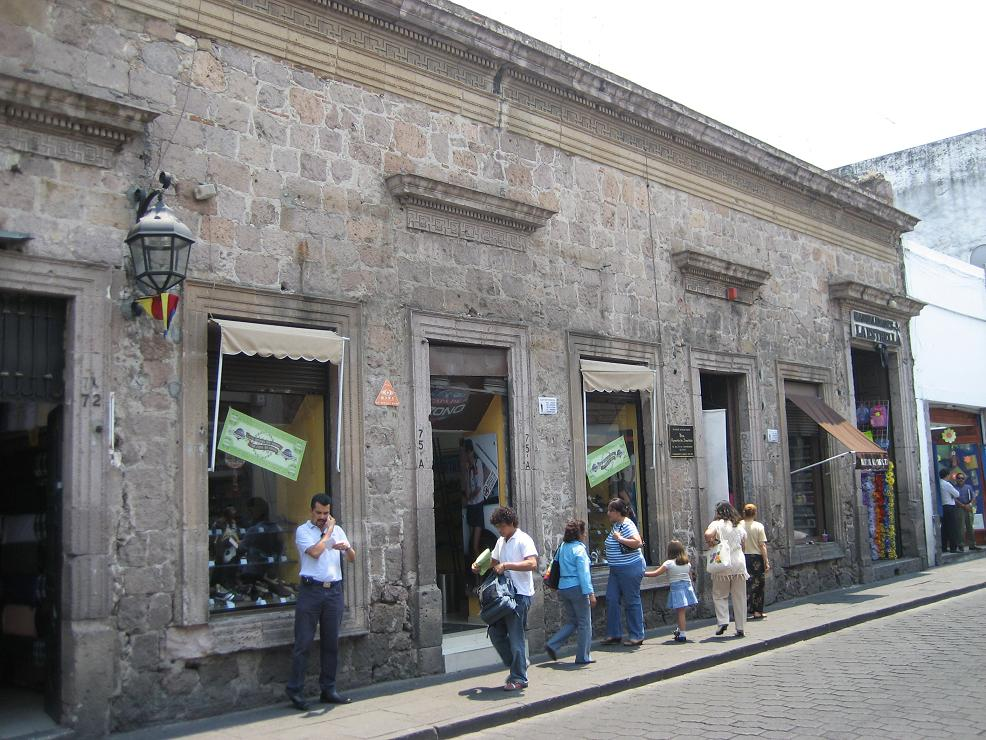
Agustín de Iturbide szülőháza Moreliában

Az Iturbide család történetét baszkföldi levéltárak dokumentumai a 13. századig vezetik vissza. 1440-ben kaptak nemességet II. János aragóniai királytól, ettől az évszázadtól kezdve a család számos tagja játszott jelentős szerepet a vidék politikai életében. Az 1571-es lepantói csatában Juan de Iturbide és két fia hősi halált halt.
Augustín apja, José Joaquín de Iturbide 1739 elején született. A navarrai José de Iturbide y Álvarez de Eulate és María Josefa de Arregui y Gastelu gyermeke volt. 1766-ban Új-Spanyolországba emigrált és Valladolid (ma: Morelia) városában telepedett le. 1772-ben kötött házasságot a régi michoacáni Arámburu kreol család sarjával, Josefa de Arámburu y Carillo de Figueroával, akinek némelyik őse szintén navarrai volt.
Öt gyermekük közül a legkisebb volt az 1783-ban született Agustín. Két bátyja fiatalon meghalt, így ő vált a családi vagyon örökösévé, amely 1790-ben többek között két valladolidi házból és egy Quirio melletti haciendából állt.

## Fiatal évei
A fiatal Agustín a híres Colegio de San Nicolásba és az Academia de Oficialesbe járt szülővárosában, 14 vagy 15 éves korától apja gazdaságának adminisztrációjában segédkezett. 1797-ben csatlakozott a valladolidi tartományi hadsereghez, kezdeti rangja alférez volt. Hamarosan áthelyezték a José de Iturrigaray alkirály által Jalapa városában létrehozott laktanyába, annak megszűnésekor viszont visszakerült Valladolidba.
1805. február 27-én a valladolidi székesegyházban kötött házasságot a Colegio Santa Rosa növendékével, a körzet helytartójának, Isidro de Huartének lányával, Ana María Josefa de Huarte y Muñizszal, aki egyben Altamira márkijának unokája is volt. A menyasszony 100 000 pesós hozományának köszönhetően megvásárolták a Maravatío melletti Apeo haciendát is.
Az Ibériai-félsziget francia megszállása, VII. Ferdinánd és IV. Károly foglyul ejtése után 1808-tól kezdve Spanyolország városaiban sorra szerveződtek a helyi önkormányzatok szerepét átvevő franciaellenes junták, majd szeptemberben Madridban megalakult az ezeket összefogó Junta Central Suprema (Legfelsőbb Központi Junta) is. Az események híre Új-Spanyolországba július–augusztus során jutott el. A helyiek többnyire támogatták a franciaellenes harcot, hűségesek voltak VII. Ferdinándhoz, de amikor hírt kaptak a juntákról, többen saját hasonló szervezkedésekbe kezdtek.
A kreol értelmiség egy része, élükön Juan Francisco Azcárate y Lezamával és Francisco Primo de Verdad y Ramosszal, hamarosan kiadta a Representación című írást, melyben azt követelték, hogy Új-Spanyolországban a hatalmat egy, a nép képviseletében tevékenykedő kormányzat vegye át Iturrigaray alkirály irányítása alatt. A spanyolok azonban hallani sem akartak erről, az inkvizíció még be is tiltotta az olyan írások olvasását, amelyek hasonló követeléseket fogalmaztak meg. Szeptember 15-én vagy 16-án egy csapat fegyveres megtámadta az alkirályi palotát és foglyul ejtette Iturrigarayt, annak családját, Azcáratét és Primo de Verdadot, néhány óra múlva pedig a spanyol Real Audiencia új alkirálynak Pedro de Garibayt nevezte ki. Iturbide ekkor hűségnyilatkozatot aláírva felajánlotta szolgálatait Garibay kormányának.
Egy évvel később szülővárosában José Mariano Michelena, José María García Obeso és Vicente de Santa María atya vezetésével hasonló titkos összeesküvés kezdődött, melynek célja szintén egy spanyoloktól független kormányzat létrehozása volt. Néhány gyűlésükön az akkor már hadnagy rangú Iturbide is részt vett, de nem értett egyet a függetlenség tervével, ezért – néhány történész Mariano Michelena későbbi tanúvallomására alapozott következtetése szerint – elárulta az összeesküvést. Közvetlen bizonyíték azonban nincs arra, hogy tényleg ő volt az áruló, de az biztos, hogy december 21-én az összeesküvés lelepleződött, több résztvevőt börtönbe zártak.

## A függetlenségi harc ellenségeként

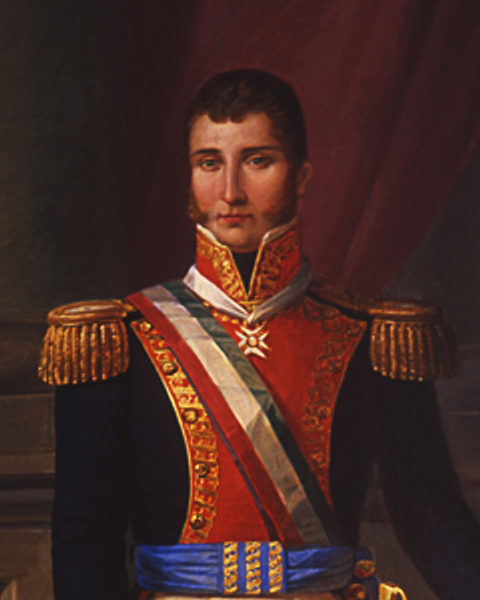
Primitivo Miranda festménye Agustín de Iturbidéről (1860)

1810-ben Querétaro városában újabb titkos szervezkedés kezdődött egy fegyveres függetlenségi harc kirobbantásának céljából. Ebben Iturbide nem vett részt. Szeptember közepén ez az összeesküvés is lelepleződött, ezért Miguel Hidalgo y Costilla, Ignacio Allende és Juan Aldama úgy döntött, nem késlekednek tovább: Dolores városában elhangzott a Grito de Dolores, mellyel kirobbant a felkelés.
Amikor Hidalgo mintegy 60 000-es serege élén október végén Valladolidba érkezett, Iturbide és emberei távoztak onnan. Bár Hidalgo felajánlotta neki, hogy alezredesként harcoljon a függetlenségiek oldalán, ő ezt visszautasította és a spanyol csapatokhoz csatlakozott, amelyeket az alkirály Tolucában gyűjtött egybe, hogy megvédje a fővárost a felkelők fenyegető támadásától. Később emlékirataiban azt írta, azért utasította vissza Hidalgo ajánlatát, mert rosszul összeállítottnak látta az egész tervet, és annak végrehajtása szerinte csak felfordulást és fölösleges pusztítást okozott volna, a cél elérése nélkül.
Október 30-án Hidalgo és Allende hatalmas hada Mexikóváros nyugati kapujához érkezett. Ekkor került sor a Monte de las Cruces-i csatára, amelyben a felkelők fölényes győzelmet arattak Torcuato Trujillo néhány ezres csapata fölött. Délután a legyőzött spanyolok megkezdték visszavonulásukat Mexikóváros felé, hamarosan azonban már menekülniük kellett, mivel a felkelők lovas csapatai üldözőbe vették őket. Trujillo és néhány társa (köztük maga Iturbide) elérte a várost és megmenekült.
A felkelők győzelmük után máig tisztázatlan okokból nem vonultak be a fővárosba, hanem visszafordultak. Miután Félix María Calleja seregei utolérték és Aculcónál legyőzték őket, csapataikat több részre osztották, az egyik csoport délre indult Cuernavacán keresztül, azonban 1811 januárjára Iturbide és Mariano García Ríos visszafoglalták a várost, csakúgy, mint Taxcót és Igualát.
Mivel hamarosan Hidalgóék a Calderón-hídi csatában újabb vereséget szenvedtek, észak felé kellett visszavonulniuk. Acatita de Bajánnál elfogták, majd nyáron Chihuahuában kivégezték a felkelő vezéreket, így már szinte csak José María Morelos délen harcoló seregei jelentettek veszélyt a spanyolokra. 1812-ben az időközben capitán rangig menetelő Iturbidét Guanajuato tartományba rendelték, hogy ott lépjen fel a lázadók ellen. Itt sikerült elfognia Albino Garcíát, aki a környék legjelentősebb gerillavezére volt. A foglyot Celayában agyonlőtték és felnégyelték. Iturbide Callejának küldött jelentésében arról számol be, hogy emellett a harcokban még 300 ellenséget megölt, további 150-et pedig lelövetett, köztük papokat is.
Üldözőbe vette a felkelők első kezdetleges kormányának, a zitácuarói juntának egyik tagját, José María Liceagát is, aki José María Cosszal és számos emberével együtt hamarosan a Yuriria melletti tó egyik szigetén rendezkedett be (melyet saját magáról Liceaga-szigetnek nevezett el). Bár innen nem sok fenyegetést jelentettek a spanyolokra, Iturbide mégis addig bombázta a szigetet, amíg mindenki vagy életét vesztette, vagy elmenekült onnan. Amikor hónapokkal később Ramón Rayón birtokba vette a szigetet, mintegy 600 holttestet talált ott.
1813 elején Ramón Rayón csapatai több győztes csatát is megvívtak a Bajíóban, majd április 14-én Salvatierrába érkeztek. 15-én Iturbide a San Nicolás de los Agustinos haciendánál összevonta csapatait, másnap pedig a városra támadt. Bár a védők többször is visszaverték, végül a Rayón által az egyik város melletti hegyre küldött Oviedo kapitány meggondolatlanul támadásba lendült. Iturbidének sikerült megfutamítania Ovideót, egyúttal ismét rátört a városra, de az így támadt zavarodásban a védők még az ágyúkat sem tudták elsütni. Rayón elmenekült, Iturbide pedig gyötrő fejfájását már az így elfoglalt Salvatierrában tudta kipihenni. A győzelméért ezredesi rangra emelt és a bajíóbeli erők vezetésével megbízott vezér később azzal dicsekedett, hogy 350 elfogott felkelőt éppen nagypéntek napján lövetett agyon. Később ugyanerre a sorsra juttatott további 300 embert a Pantoja nevű haciendánál.

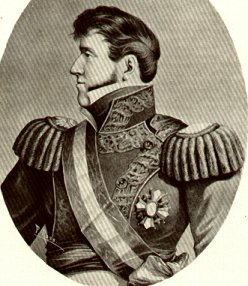
Agustín de Iturbide

Szeptemberben Morelos Chilpancingo városában összehívta a zitácuarói junta helyébe lépő anáhuaci kongresszust, melynek üléseit a jövőben a stratégiai fontosságú Valladolidban szerették volna megtartani. Mivel a település még a spanyolok kezén volt, a felkelők december végén megtámadták a várost. Mintegy 5700 gyalogos és lovas katonából álló seregük 30 ágyúval rendelkezett, ehhez később csatlakoztak még Navarrete atya emberei és Ramón Rayón 600 gyalogosa, 300 lovasa és két ágyúja. A spanyol helyőrség mindössze 800 főből állt, azonban még időben megérkezett az erősítés, a kifejezetten Morelos seregének feltartóztatására létrehozott Ejército del Norte („északi hadsereg”), amit Ciriaco del Llano irányított, második számú vezetője pedig Agustín de Iturbide volt.
A felkelők Hermenegildo Galeana és Nicolás Bravo vezette csapatai december 23-án kezdték meg támadásukat a Santa María-domb irányából és hamar elfoglalták a Garita del Zapotét, amely a város egyik fő bejáratánál helyezkedett el. A spanyolok azonban három irányból rohanták le őket, ezzel pedig szétszóródásra kényszerítették a függetlenségért harcolókat. Másnap délután Mariano Matamoros a teljes gyalogságot felsorakoztatta a dombok és a város között, ekkor Iturbide 170 gyalogossal és 190 lovassal támadást intézett ellenük, majd felmászott a dombokra, hogy az ellenséges lovasságot is lerohanhassa. Mivel már sötét volt és nem lehetett rendesen megkülönböztetni a barátot az ellenségtől, az őt üldöző felkelő gyalogság és a megtámadott felkelő lovasság is összezavarodott, és bizonyos részeik még egymás ellen is harcolni kezdtek. Eközben Iturbide négy zsákmányolt ágyúval és két ellenséges zászlóval visszavonult a csatamezőről. Bár Morelos erői egész nap küzdöttek, végül a csata a spanyolok teljes győzelmével végződött. Morelos és a kongresszus tagjai azonban el tudtak menekülni.
Az 1814-es évet jórészt a kisebb felkelő hadak, később a városról városra vándorló kongresszus és főként Ignacio López Rayón üldözésével töltötte, aki a Cóporo erődbe vette be magát. 1815 elején sikerült elfoglalnia az erődöt (400 embernyi veszteséget okozva Rayón csapataiban), ezután pedig Ario felé vette az irányt, ahol a kongresszus akkor ülésezett. A testület vezetőinek sikerült elmenekülnie, azonban Iturbide az ott maradó lakosság körében ismét vérengzést rendezett. Hasonló történt Pátzcuaróban is, végül anélkül volt kénytelen visszatérni Guanajuatóba, hogy sikerült volna végzetes csapást mérnie a kongresszusra. 1815 végén azonban nagy eredményt könyvelhettek el a spanyolok: elfogták és kivégezték José María Morelost, a felkelők legnagyobb vezérét. Halálával megkezdődött a függetlenségi mozgalom hanyatlása, a megmaradt kisebb felkelőcsapatok feloszlása.
1816-ban megvádolták, hogy álnevek használatával és áruk felhalmozásával árdrágítást követ el és visszaél hatalmával, ezért eltávolították az északi hadsereg vezetéséből. Mexikóvárosba ment, hogy megpróbálja tisztázni magát; szeptemberben bizonyítottság hiányában fel is mentették a vádak alól. Ezután, bár Calleja is nagyra becsülte képességeit, évekre visszavonult a katonáskodástól. Két évvel később a főváros közelében kibérelt egy haciendát és ott dolgozva töltötte életét.

## A függetlenség támogatójaként
Az 1810-es évek végére a fegyveres felkelők jelentősen meggyengültek, szétszóródtak. A Spanyolországból érkező, de a spanyol rendszer ellen küzdő Francisco Javier Mina rövid 1817-es hadjáratán kívül csak a Veracruzban és a Déli-Sierra Madre hegyei között megbúvó gerillaharcosok jelentettek fenyegetést a királypártiakra. Ez utóbbiak egyik vezére Vicente Guerrero volt, de a földrajzilag is elszigetelt, egységes erőt felmutatni képtelen felkelőcsapatoknak több, egymással sem mindenben egyetértő vezetője volt még.

### A La Profesa-i összeesküvés

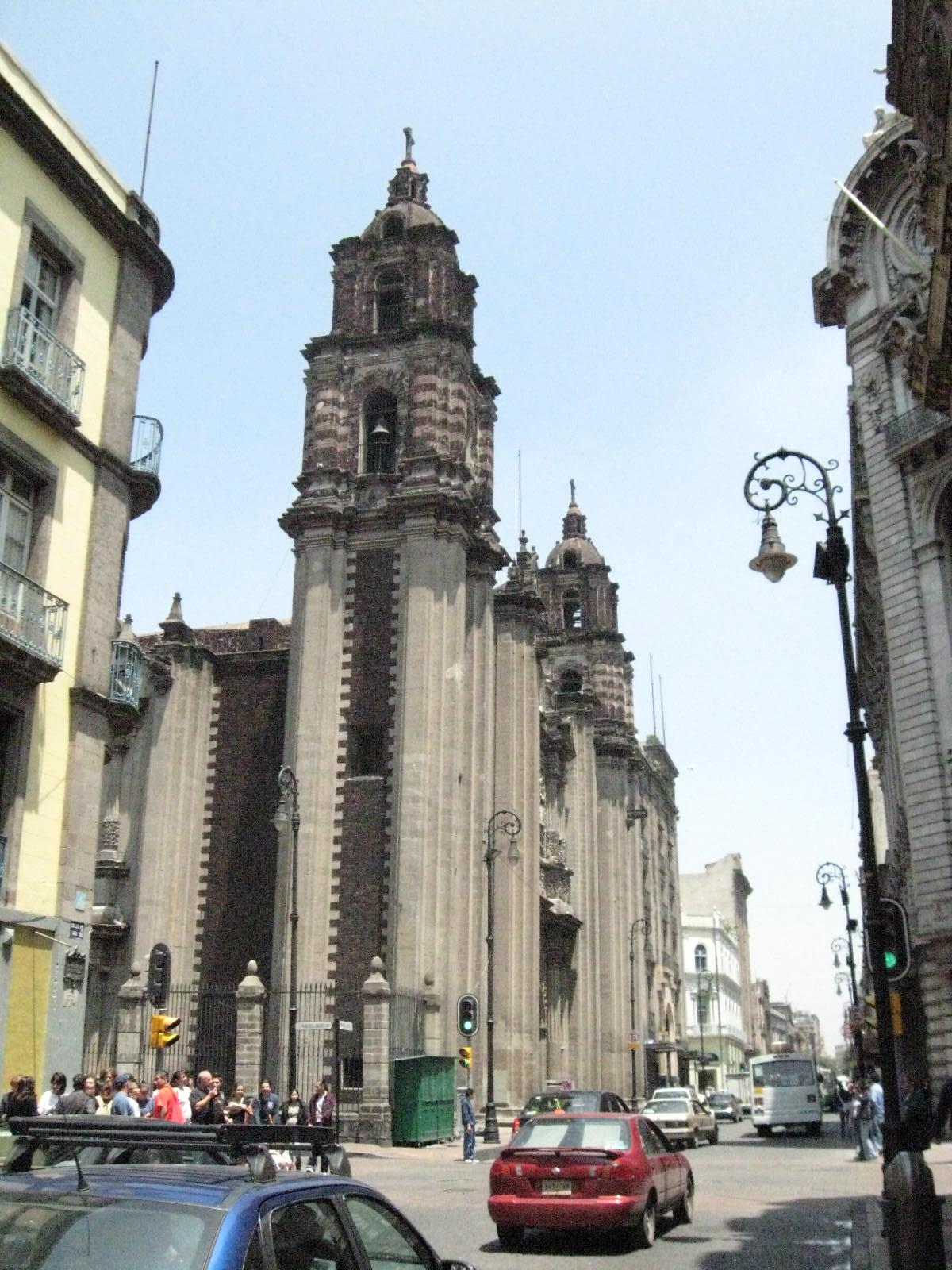
A mexikóvárosi Néri Szent Fülöp-templom, ismertebb nevén a La Profesa, az összeesküvés gyűléseinek fő helyszíne

1820-ban azonban jelentős fordulat állt be a spanyol politikai életben. Rafael de Riego a Sevilla közelében található Las Cabezas de San Juanban kikiáltotta az 1812-es cádizi alkotmány visszaállítását, és bár ezt eleinte a király nem ismerte el, sőt, Riego felkelését hamar le is tudta verni, La Coruñából február 19-én kiindulva az egész országra átterjedő újabb lázadások következtek, melyek végül március 10-én arra kényszerítették VII. Ferdinánd királyt, hogy tegyen esküt az alkotmányra. Az események híre még ebben a hónapban eljutott Új-Spanyolországba is.
Juan Ruiz de Apodaca alkirály egyelőre várakozó álláspontra helyezkedett, így egy ideig a gyarmaton nem történt semmi. Néhány hónap elteltével, május 24-én azonban a veracruzi kereskedők tanácsa (Consulado de Comerciantes de Veracruz) a kormánypalotába vonulva arra kényszerítette José Dávila kormányzót, hogy ő is tegyen esküt az alkotmányra, majd hasonló események követték egymást több más városban is, végül május 31-én már a fővárosban is voltak, akik követték Dávila példáját. Június első napjaiban a város vezetése és egyéb kormányzati szervek is követték a példát, nagyszabású misék bemutatása mellett hivatalosan is kihirdették a törvény életbe lépését.
A szabadelvű, antiabszolutista szemléletű cádizi alkotmány visszaállítása súlyosan sértette mind az egyházat (például az egyházi vagyon államosításával és az inkvizíció megszüntetésével), mind a gyarmati arisztokráciát. Ezért Matías de Monteagudo kanonok vezetésével a mexikóvárosi Néri Szent Fülöp-templomban (közismert nevén a La Profesában) titkos gyűlések sorozata kezdődött, melyek résztvevőinek célja az volt, hogy megakadályozzák az alkotmány életbe lépését Új-Spanyolországban, akár VII. Ferdinánd korábbi rendszerét támogatva, akár, ha a helyzet Spanyolországban nem változik, az anyaországtól való függetlenedés árán is.
Hamarosan, valószínűleg egy María Ignacia Rodríguez de Velazco y Osorio Barba nevű nő (ismertebb nevén Güera Rodríguez, azaz „Szőke Rodríguez”, akivel Iturbide ebben az időben bensőséges kapcsolatba került) javaslatára az összeesküvők úgy döntöttek, felveszik a kapcsolatot Iturbidével, és rábeszélik, hogy vegye át az eredményeket elérni képtelen és egészségi állapotára hivatkozva felmentését kérő Gabriel Armijo helyét a Déli Hadsereg (Ejército del Sur) élén, és folytassa a harcot a délen meghúzódó, részben a cádizi alkotmányt is támogató felkelőkkel. Ehhez az alkirály – aki egyetértett az összeesküvőkkel – pénzt és 2479 embert biztosított Iturbide számára.

### Az acatempani ölelés és az Iguala-terv

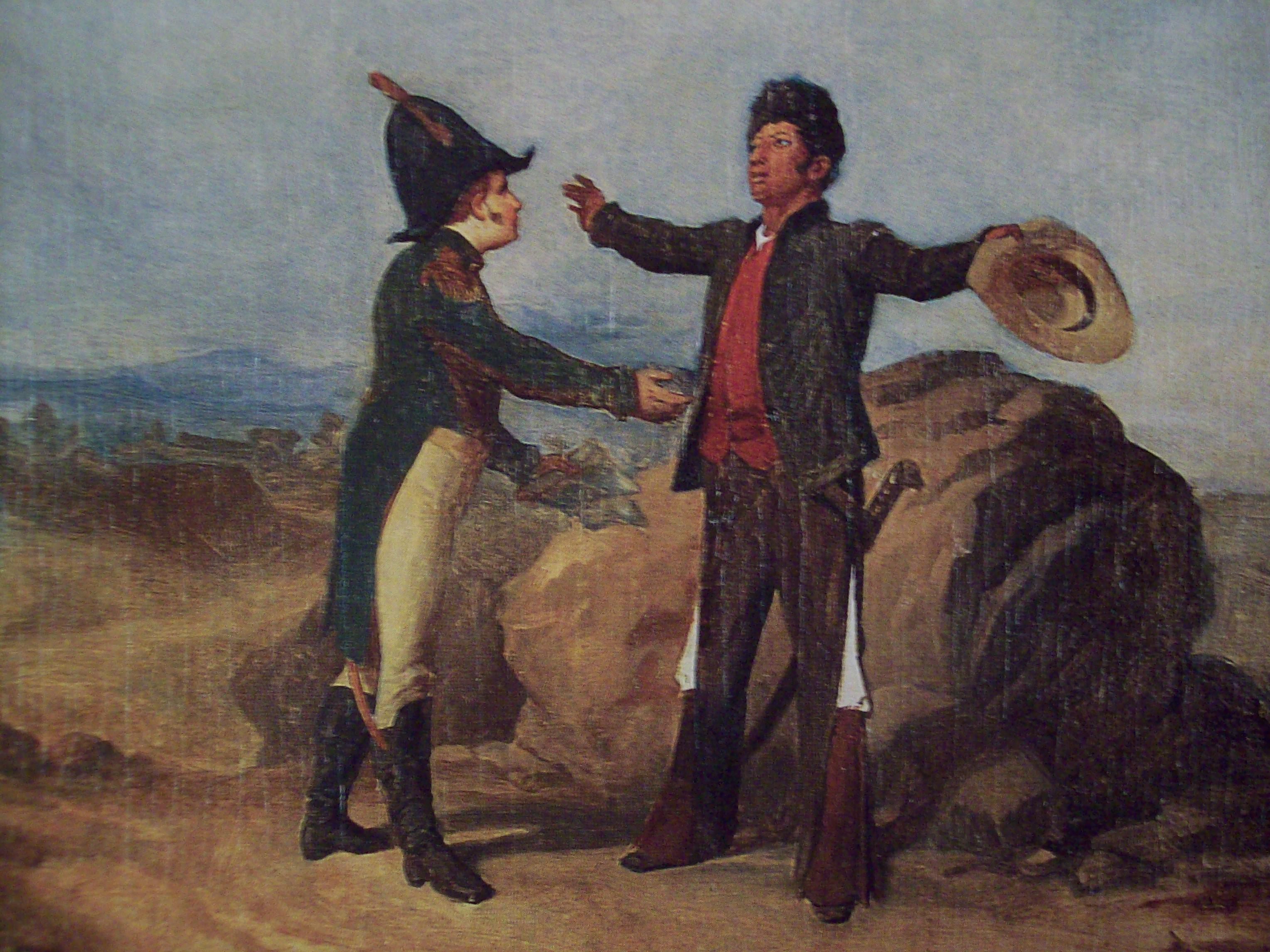
Az acatempani ölelés Román Sagredo 1870-es festményén, Iturbide a bal oldali alak

Iturbide elfogadta Juan Ruiz de Apodaca alkirály által történt november 9-i kinevezését és a hadak élére állt, néhány hét múlva pedig megindult Acapulco felé. Azonban hiába volt katonailag bármilyen képzett is, a helyismerettel rendelkező Guerrero és társa, Pedro Ascencio hegyek között megbúvó csapataival nem bírt, 1821. január 2-án Zapotepecnél is vereséget szenvedett. Ráadásul katonái közül többen nem bírták jól a déli meleg éghajlatot, ezért megszöktek. Ezek miatt, és mivel belátta, hogy a Spanyolországhoz fűző kötelékek nagyon meggyengültek, 1821 elején taktikát változtatott. Valószínűleg már előző év végén megszületett benne a gondolat, hogy megpróbálja egyesíteni az alkotmánnyal elégedetlen monarchiapártiakat, a meggyengült felkelőket és a hivatalos hadsereget, amelyben belső konfliktusokat is okozott, hogy a Spanyolországból erősítésként érkező katonák jobb elbánásban részesültek, mint a helyiek. A különböző célokért küzdő csoportok egyesítésére legjobb lehetőségnek egyetlen közös cél kijelölését: a függetlenség megvalósítását találta.
Levelezésbe kezdett több, vezető pozíciót betöltő új-spanyolországi személyiséggel (királypártiakkal és felkelőkkel egyaránt), köztük Guerreróval is, akinek először, január 10-én kelt levelében még azt ajánlotta, adja meg magát amnesztiáért cserébe. Guerrero tíz nappal később írt válasza negatív volt, sőt, Iturbidét kérte, hogy ő csatlakozzon a függetlenségért fegyverrel harcolókhoz. Iturbide ezután ennek ellenkezőjét ajánlotta Guerrerónak: hogy ő csatlakozzon hozzá, és az ő módszerével vívják ki a függetlenséget. Guerrero azonban nem akart társulni semmiféle mozgalomhoz, amely a király pártján áll. Ezután Iturbide személyes találkozót kért tőle.
A két vezér 1821. február 10-én Acatempannál találkozott egymással, és végül megegyeztek abban, amit Iturbide ajánlott (ez volt az úgynevezett acatempani ölelés). Igaz, az elérni kívánt függetlenség nem eredeti, Hidalgo eszméin alapuló formájában, hanem monarchiaként valósult volna meg, de végül Guerrero is belátta, a helyzetnek ez lehet a lehetséges legjobb megoldása.
Iturbide megírta az alkirálynak, hogy Guerrero hajlandó csatlakozni, de hozzátette, egyelőre nem kellene elsietni a dolgokat, és meg kellene hagyni Guerrerót egy saját sereg élén. Egyúttal pénzt is kért Apodacától a katonák zsoldjára. Kapott is pénzt, azonban az nem volt elég, ezért feltartóztatott egy Acapulcóba tartó konvojt, amit mexikói kereskedők küldtek Manilába, és 525 000 pesót zsákmányolt tőlük. Igaz, megígérte, hogy később visszafizeti, sőt, van olyan feltevés is, hogy a kereskedők támogatták Iturbide tervét, és a feltűnés elkerülése érdekében küldték pont akkor pont arrafelé a konvojt, hogy így juttathassák el neki a pénzt.
Két héttel később Iguala városában kihirdették a városról elnevezett Iguala-tervet, más néven a „Három Garancia Tervét”, amelyben kinyilvánították három fő céljukat: hogy Mexikó Spanyolországtól független alkotmányos monarchia, az egyetlen államvallás a római katolikus, és hogy az ország minden lakóját, függetlenül attól, hogy spanyol vagy helyi származású, egyenlő jogok illetik meg. A terv szerint a trónt elsősorban VII. Ferdinándnak vagy más, a Bourbon-házból származó személynek ajánlották volna fel, ha viszont nem tart rá igényt senki, más uralkodóházak tagjai közül választanak császárt. Szerepelt benne még egy kormányzati junta (Junta Gubernativa) létrehozása, valamint alkotmányozó testületek életre hívása, melyek feladata egy Carta Magna megalkotása volt. Kimondta az állampolgársághoz és a tulajdonhoz való jogot is és meghatározta az egyházi személyek és a közalkalmazottak kiváltságait.

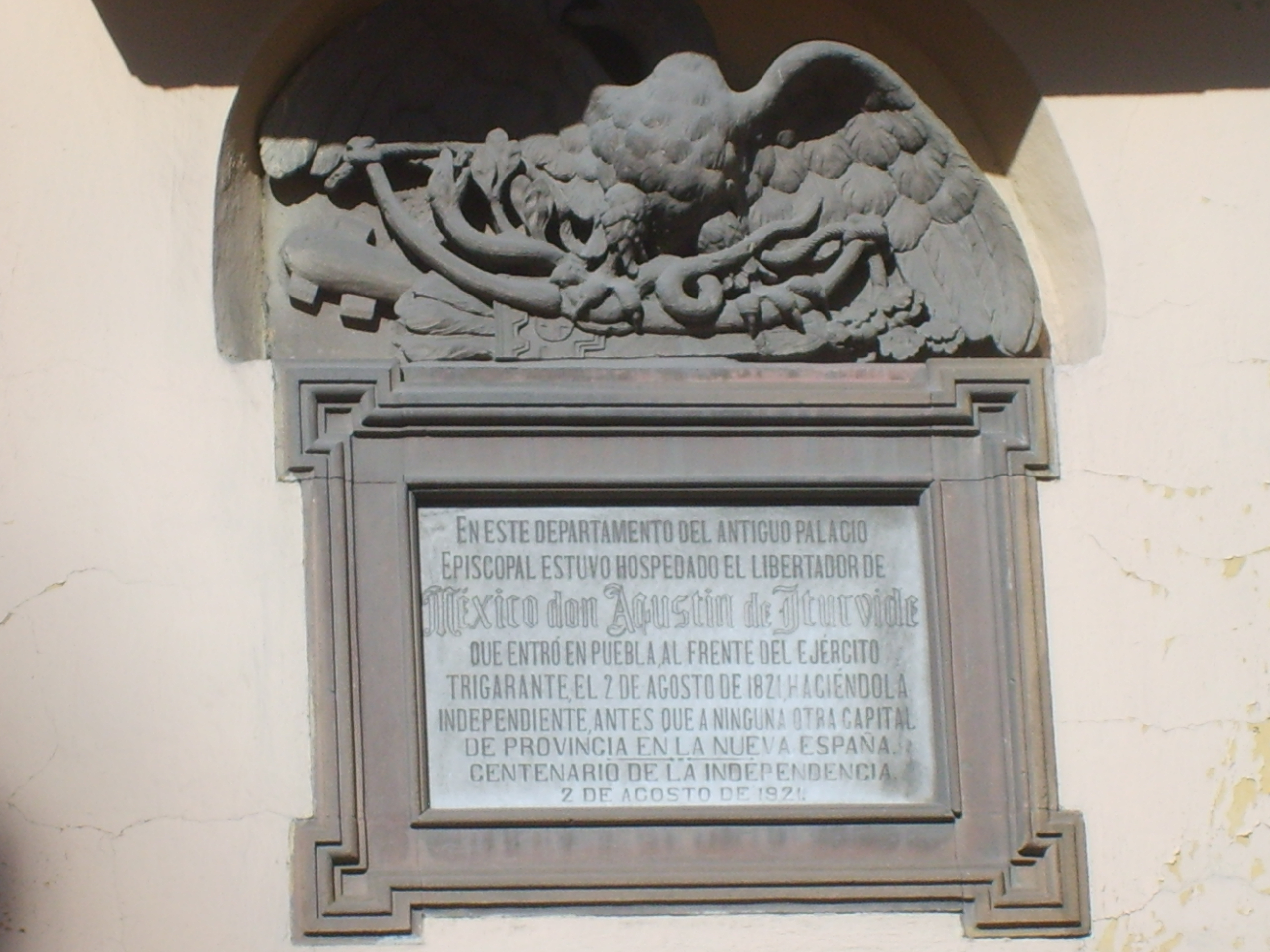
Emléktábla Pueblában Iturbide 1821. augusztus 2-i bevonulásáról

Iturbide a terv szövegét már korábban, Puebla városában több példányban kinyomtatta, így már közzétételének napján számos másolatot tudott szétküldeni az ország legfontosabb méltóságainak. Kapott belőle az alkirályon és Mexikóváros érsekén kívül több katonai vezető és még a spanyolországi törvényhozás is. Március 1-jén ismertette a tervet seregének összes tisztjével, akik másnap reggel letették rá az esküt, az alacsonyabb rangú katonák pedig délután. Így jött létre az Iguala-tervben lefektetett elvek („garanciák”) védelmezésére és a harc befejezésére a Három Garancia Hadserege (Ejército Trigarante), amelynek zászlajában először jelent meg a mai mexikói zászló három színe: a függetlenséget jelképező zöld, a vallást jelentő fehér és az egységre utaló piros. Guerrero példáján fellelkesülve Guadalupe Victoria és Nicolás Bravo is csatlakozott az új mozgalomhoz.
Apodaca alkirály azonban veszélyt látott a tervben. Megpróbálta lebeszélni Iturbidét róla, akinek még apját és nővérét is rávette, hogy írjanak Agustínnek, és próbálják meggyőzni, hogy mondjon le a megvalósításról. Az alkirály amnesztiát ajánlott minden katonának is, aki megadja magát, de mind a sereg tagjainak többsége, mind Iturbide hajthatatlanok maradtak. Utóbbi ezekkel a szavakkal fordult embereihez: „Katonák, esküszöm, nem hagyom el az ügyet, amibe belekezdtünk, és ha szükséges, vérem fogja megpecsételni örök hűségemet!”

### A Három Garancia Hadseregének hadjárata és a córdobai egyezmény

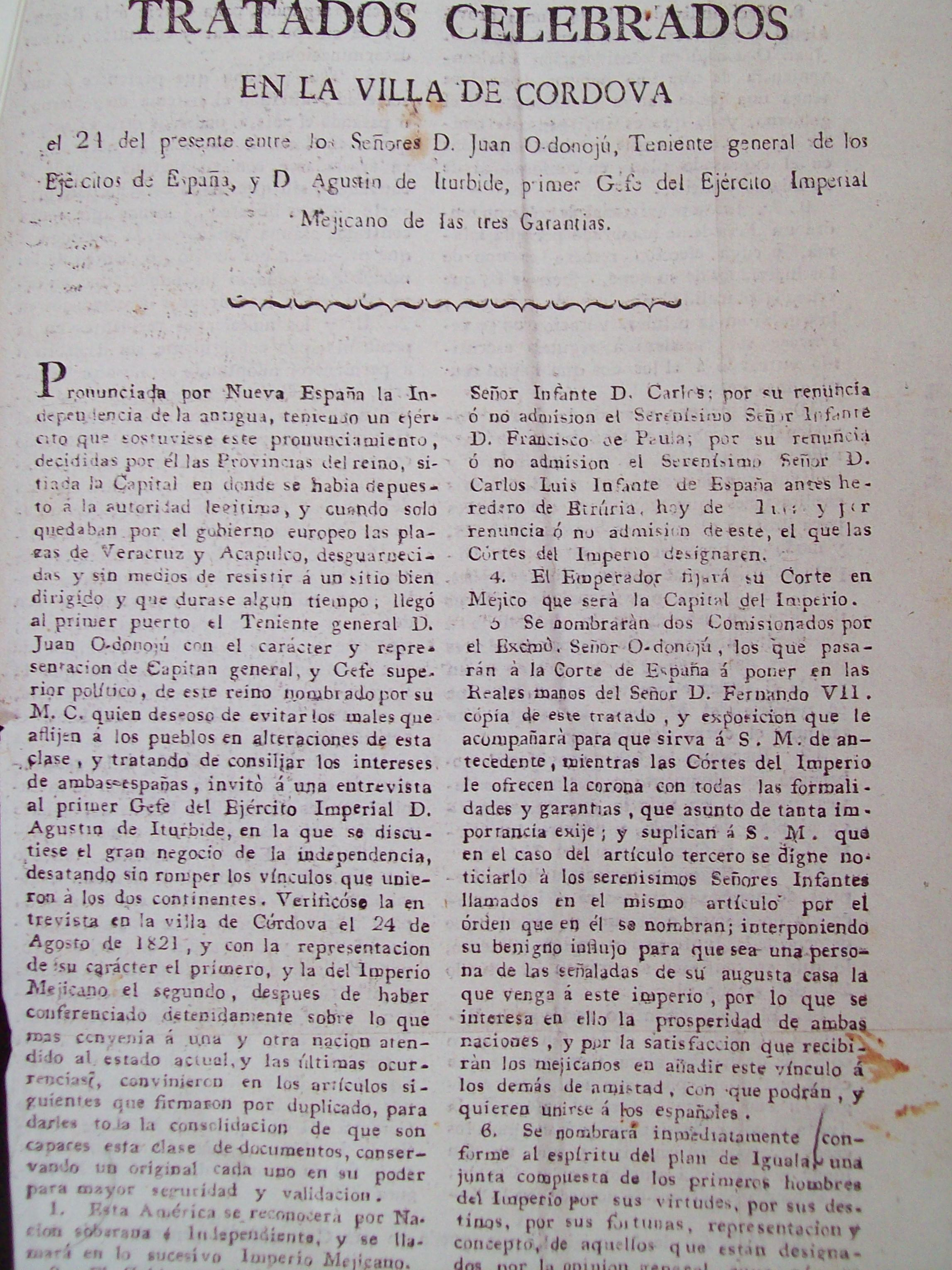
A córdobai egyezmény nyomtatott változata

Az új hadsereg létszáma kezdetben még a 2500 főt sem érte el, míg az alkirály több tízezer katonával rendelkezett. Hamarosan azonban a háromgaranciásokhoz ugyanúgy csatlakozott a maradék felkelők többsége, ahogy az eddig ellenük harcoló, korábban spanyolhű hadak (a mintegy 40 000-es (más forrás szerint 84 000-es) seregből mindössze 8000 maradt hű eredeti uraihoz). Óriási területeket bejárva csak kevés helyen kényszerültek csatára és azokat is könnyedén megnyerték. Számos város, melyet a hadsereg nem is érintett vonulása során, önként kinyilvánította csatlakozását az Iguala-tervhez. A háromgaranciások ellen nem elég határozottan fellépő Apodaca alkirályt (pontosabban új rangja szerint jefe políticót, azaz „politikai vezetőt”) a spanyolok leváltották, helyébe július 5-én Francisco Novellát nevezték ki, aki magát, sorsát előre látva „ideiglenes alkirálynak” nevezte. Katona alig állt rendelkezésére, és akik igen, azok is főként csak a fővárosban, Veracruzban, Durangóban, Perote erődjében és Acapulcóban. Oaxaca júliusban fogadta el a tervet, augusztus 2-án pedig Iturbide a tömeg éljenzése közepette vonult be Pueblába, ahol néhányan már az kiáltották: „Éljen I. Ágoston!” Az utolsó, kisebb csatára augusztus 19-én került sor Azcapotzalcónál (ma Mexikóváros egyik kerülete), itt Encarnación Ortiz háromgaranciás serege mért végső csapást a spanyolhű seregek maradványaira.
Időközben, július 30-án Veracruz kikötőjébe megérkezett Juan O’Donojú, akit a spanyolok új politikai főnöknek szántak. Ellenségei a kikötőt már megérkezésekor blokád alá vették, így az új „főnök” egy lépést sem tudott megtenni, és Novellával sem tudott találkozni, mivel ő akkor Mexikóvárosban tartózkodott. Ekkor egy kiáltványban kijelentette, hogy ha az ő rendszere (melyben még hitt, hogy létrejöhet) ellen bárki a legkisebb kifogást is emeli, meg fogja adni a lehetőséget, hogy helyette olyan vezetőt válasszanak maguknak, akit alkalmasabbnak gondolnak a feladatra. Továbbá írt egy levelet Iturbidének is Pueblába, amiben találkozóra és a helyzet végső tisztázására hívta, egyúttal menlevelet is kért tőle. Iturbide azonnal továbbította mind a kiáltványt, mint a levelet Novellának. Ideiglenes fegyverszünetet kötöttek, találkozási helyül pedig a Veracruztól nem túl messze fekvő Córdobát jelölték ki. O’Donojú augusztus 23-án érkezett meg a városba, ahol másnap Iturbidével részt vettek a misén, majd megtartották megbeszélésüket. Végül aláírták a 17 pontból álló córdobai egyezményt, amelyben rögzítették: kisebb módosításokkal elismerik az Iguala-tervben megfogalmazott célokat. A módosítások közül legfontosabb volt, hogy már nem kötötték ki, hogy ha VII. Ferdinánd vagy rokonai nem fogadják el a mexikói trónt, akkor más uralkodóházból kell császárt választani, hanem bárkit lehetett. Ezzel megnyílt a lehetőség Iturbide császárrá választása előtt is.

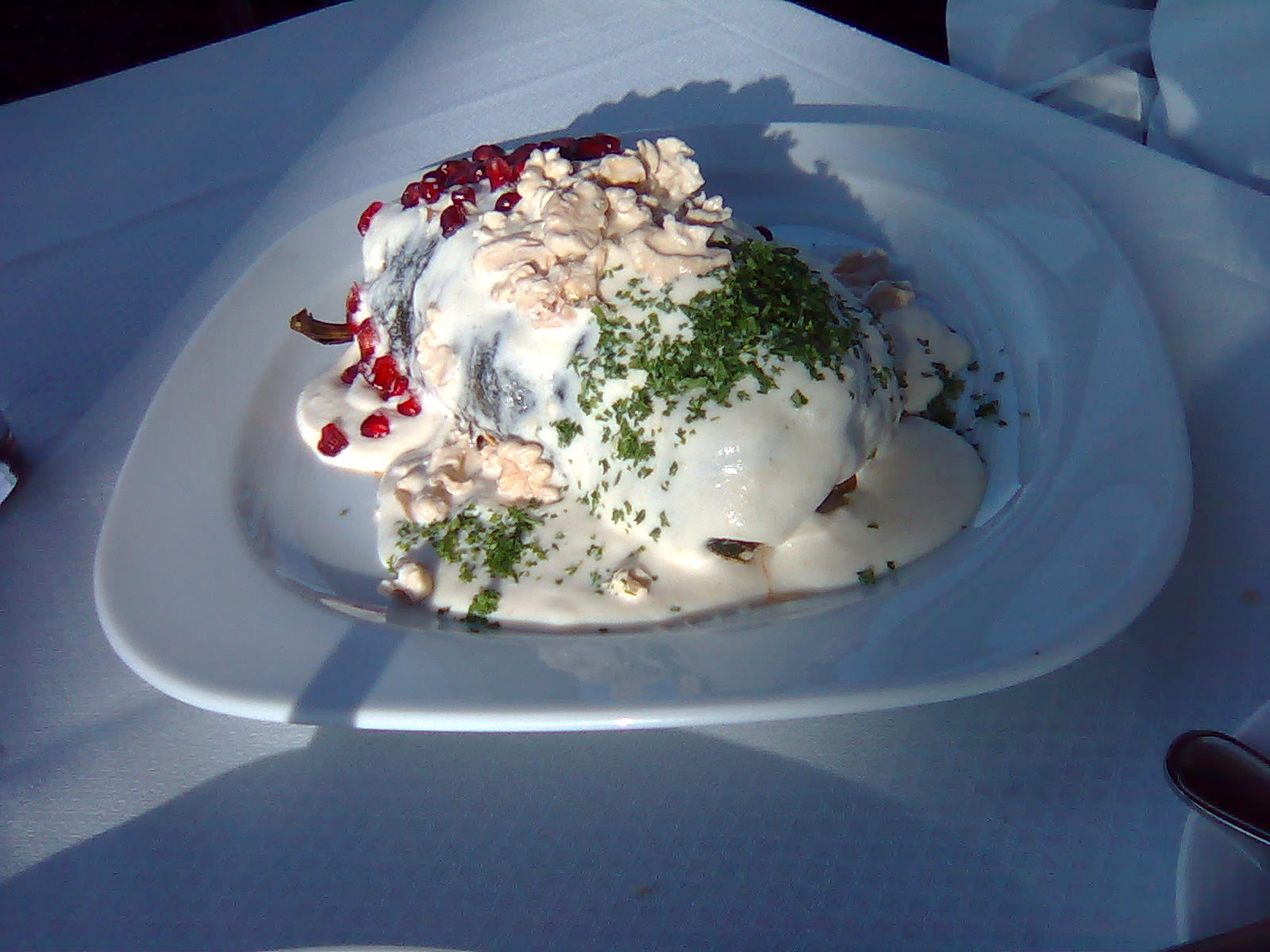
Chiles en nogada, Agustín Iturbide tiszteletére megalkotott, az új nemzeti színekben pompázó, ma is népszerű étel

A szerződés következtében a fővárosban táborozó maradék királyhű seregek is kénytelenek voltak azonnal megadni magukat, út nyílt a Három Garancia Serege számára, hogy bevonulhasson Mexikóvárosba. A 17 000-es had ünnepélyes bevonulására, Agustín de Iturbidével az élen, éppen 38. születésnapján, 1821. szeptember 27-én került sor. Minden házat a nemzeti színek díszítettek, az ablakokból és az erkélyekről drága szőnyegeket lógattak ki, a nők ünnepi ruháikba öltöztek és legszebb ékszereiket vették fel. A székesegyházban ünnepi misét tartottak, meghúzták a harangokat, a régi alkirályi palotában pedig egy kétszáz fős bált rendeztek. Az egekig magasztalt Iturbide és hadserege számára néhány pueblai apáca még egy különleges új finomságot is megalkotott: a chiles en nogadát, amit a három új nemzeti színnek megfelelően zöld petrezselyem, fehér diókrém és piros gránátalma díszített.
Iturbide kiállt a palota erkélyére, és ünnepélyes beszédében többek között ezeket mondta:
Mexikóiak! Már abban a helyzetben vagytok, hogy köszönthetitek a független hazát, ahogy azt Igualában is bejelentettem [...] Már tudjátok a módját, hogyan legyetek szabadok, most nektek kell megmutatnotok, hogyan lehettek boldogok is. […] És ha úgy gondoljátok, a haza érdekében végzett munkámért jár valami cserébe, adjátok csupán azt, hogy alávetitek magatokat a törvénynek, hagyjátok, hogy visszatérjek szeretett családom keblére és időről időre emlékezzetek meg barátotokról.
Másnap reggel 8-kor összeült az Iturbide által korábban kinevezett 38 tagú ideiglenes kormányzati junta. Iturbide rövid beszéde után mindannyian a székesegyházba vonultak, ahol felesküdtek az Iguala-tervre és a córdobai egyezményre, majd rövid ülést tartottak, ahol Iturbidét a kormány elnökévé választották. Este 8-kor újra összeültek és aláírták az ország függetlenségét végleg elismerő dokumentumot, az Acta de Independencia del Imperio Mexicanót, lezárva ezzel a 11 éve tartó függetlenségi háborút. Bár az ezt követő első napokat még mindig az ünneplés jellemezte, hamarosan mindenki rádöbbent, hogy az ország gazdasága és kereskedelme mindeközben összeomlott.
Bár a córdobai egyezményt Spanyolország nem ismerte el, és a veracruzi San Juan de Ulúa-erődben még négy évig tartották magukat spanyol csapatok, sőt, 1829-ben még egy visszahódítási kísérletet is indítottak Mexikó ellen Isidro Barradas vezetésével (ez Vicente Guerrero elnöksége idején történt, könnyen sikerült leverni), sokat nem tudtak már tenni az idő kerekének visszafordításáért. 1836-ban végül hivatalosan is elismerték a córdobai egyezményt.

## Az ország élén

### A régensség

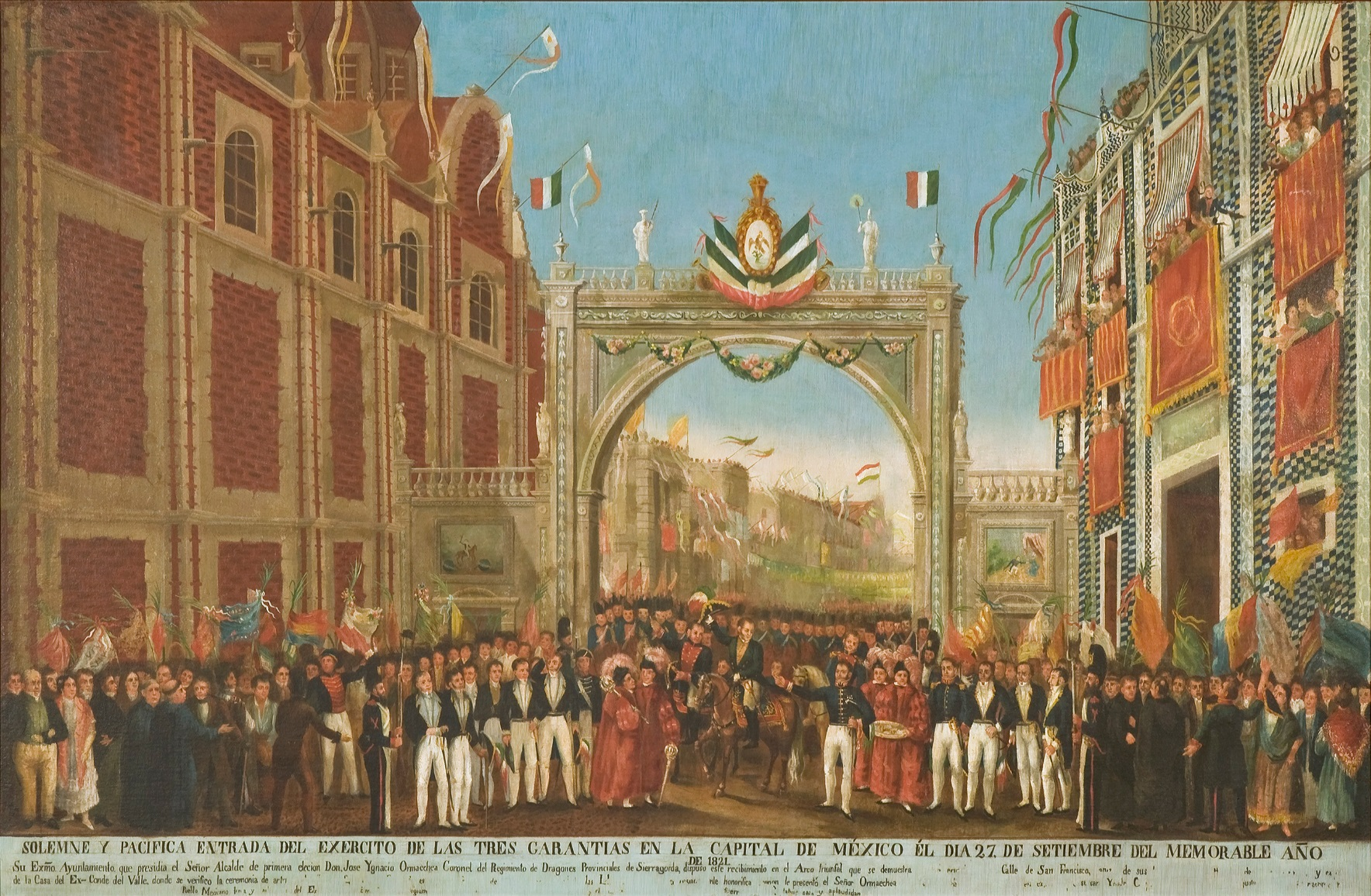
A Három Garancia Hadseregének bevonulása Mexikóvárosba

A kormányzat, a Suprema Junta Provisional Gubernativa tagjait maga Iturbide nevezte ki a legkülönbözőbb csoportokból válogatva: saját elszánt hívei mellett voltak köztük Bourbon-pártiak, kreolok, arisztokraták, egyházi méltóságok és még az alkotmányos rendszer támogatói is, viszont azok a régi felkelők, akik még az Iguala-terv előtt harcoltak a függetlenségért, kimaradtak belőle. A kormány tagja lett többek között Juan Francisco Azcárate y Lezama, aki 1808-ban Mexikóváros önkormányzatában dolgozott, José María Fagoaga, az ország leggazdagabb családjának sarja, Antonio Joaquín Pérez pueblai püspök és Matías de Monteagudo inkvizitor.
Létrejött emellett a régensség legfőbb végrehajtó szerve, az öttagú Junta de Regencia, mely az egyelőre meg nem választott uralkodót képviselte. Iturbide formálisan lemondott a törvényhozó kormányzat éléről, hogy a végrehajtó szervet irányíthassa, de a gyakorlatban mindkét testület munkáját ő vezette. A kormány és a régensségi junta hívta össze az 1822 februárjától kezdve működő, 120 fős, kétkamarásra tervezett kongresszust, amely a papság és a hadsereg reprezentánsai mellett (50 000 lakosonként egy személyt küldve) a nép képviselőiből állt. A választásokat 1821. december 29-én tartották, de a bonyolult elektori rendszer miatt nem jöhetett létre valódi népképviselet.
A lelkesedéssel átitatott első hetekben Iturbidének felajánlottak egy hatalmas texasi területet és egymillió pesót, valamint az Iguala-terv kihirdetéséig visszamenőleges hatállyal havi 10 000 pesós illetményt. Előbbieket nem fogadta el, utóbbinak pedig visszamenőleges részét a hadseregnek ajánlotta fel. Még márciusban Iturbide azt ígérte a katonáknak, hogy mindegyikük földet kap majd és egy ökörfogatot, de nem maradt fenn bizonyíték arra, hogy később bárki is követelte volna ezt a jussát. November 9-én tett javaslatot egy vagy két új katonai érdemrend alapítására, így született meg hamarosan az Orden de Guadalupe nevű rend.
Mivel Iturbide korábbi ígéretét beváltva megszavazták az alkirályi időkből származó adók felére csökkentését, a kincstár bevételei jócskán lecsökkentek. Ráadásul nem csak a saját katonákat, hanem a córdobai egyezmény értelmében a távozó spanyolokat és a régi rendszer adósságait is az új kormánynak kellett fizetnie, sőt, az Acapulco közelében lefoglalt több mint félmillió pesót is vissza kellett volna fizetni, így a kormánynak sürgősen pénzre volt szüksége. Felhatalmazták Iturbidét, hogy tárgyaljon egy másfél milliós kölcsön felvételéről, de ez messze nem volt elég a helyzet rendezésére.

Festmény Agustín de Iturbidéről

Mivel a folyamatosan Európába hazatérő spanyolok magukkal vitték vagyonukat, ezért a kormány úgy döntött, nem ad ki több útlevelet sem. Többek között ez a rendelkezés is hozzájárult ahhoz, hogy a nyugtalankodó spanyolok egy része szervezkedni kezdjen Iturbide ellen. Ebben a szervezkedésben az egykori veracruzi kapitány, José Dávila különleges lehetőséget látott. Ezért írt Iturbidének egy levelet, amelyben azt állította, hogy a kongresszuson belül egy erős párt alakult ki, melynek célja az ő eltávolítása, majd ajánlatot tett neki, hogy csatlakozzon hozzá, cserébe, ha sikerül a spanyoloknak visszatérniük és kormányt alakítaniuk, ebben a kormányban majd valamilyen magas pozíciót tölthet be. Iturbide azonban sértve és megbotránkoztatva érezte magát, és másnap a kongresszus ülésén személyesen megjelenve kérte számon, mi folyik ott. Ez alapján néhányan azt kezdték el hangoztatni, Iturbide az ellenséggel folytat tárgyalásokat. A kitörő hatalmas vita híre a városlakókhoz is eljutott, akik estére gyülekezni kezdtek a kongresszus épülete előtt, sőt, bebocsátást is kértek, hogy megbizonyosodhassanak a valódi helyzetről.
A kongresszus és Iturbide között hamarosan más okokból is ellentétek jelentkeztek. Egyrészt erősödött a gondolat, miszerint az államirányító szervek közül a kongresszus az, amely a népet képviseli, ezért annak kellene döntenie az államformáról és az alkotmányról, nem pedig Iturbide központosított testületeinek, másrészt a különböző országrészekből érkező képviselők a helyi, a függetlenségi háború évei során megfogalmazódott érdekeket szerették volna képviselni, amelyek sok esetben ellentétesek voltak a központi törekvésekkel. Ráadásul a régi függetlenségi harcosok is úgy érezték, semmilyen megbecsülést nem kapnak az új rendszertől.
A romló helyzettel a kormányt vádolták, ezért többen összeesküvést szőttek Iturbide ellen, melynek következtében számos szervezkedőt őrizetbe vettek, köztük Guadalupe Victoriát is.
Nem sokkal a kongresszus létrejötte után érkezett meg a hír, hogy Spanyolország február 13-án úgy határozott, nem fogadja el a córdobai egyezményt. Ez a Bourbon-pártiakra nézve volt csapás, hiszen lemondhattak arról, hogy a leendő uralkodó az ő pártfogoltjuk legyen, reményt adott viszont mind a köztársaságpártiaknak, mind Iturbide híveinek, akik előtt felcsillant a lehetőség, hogy őt koronázzák meg.

### A császárság

#### A koronázás és előzményei

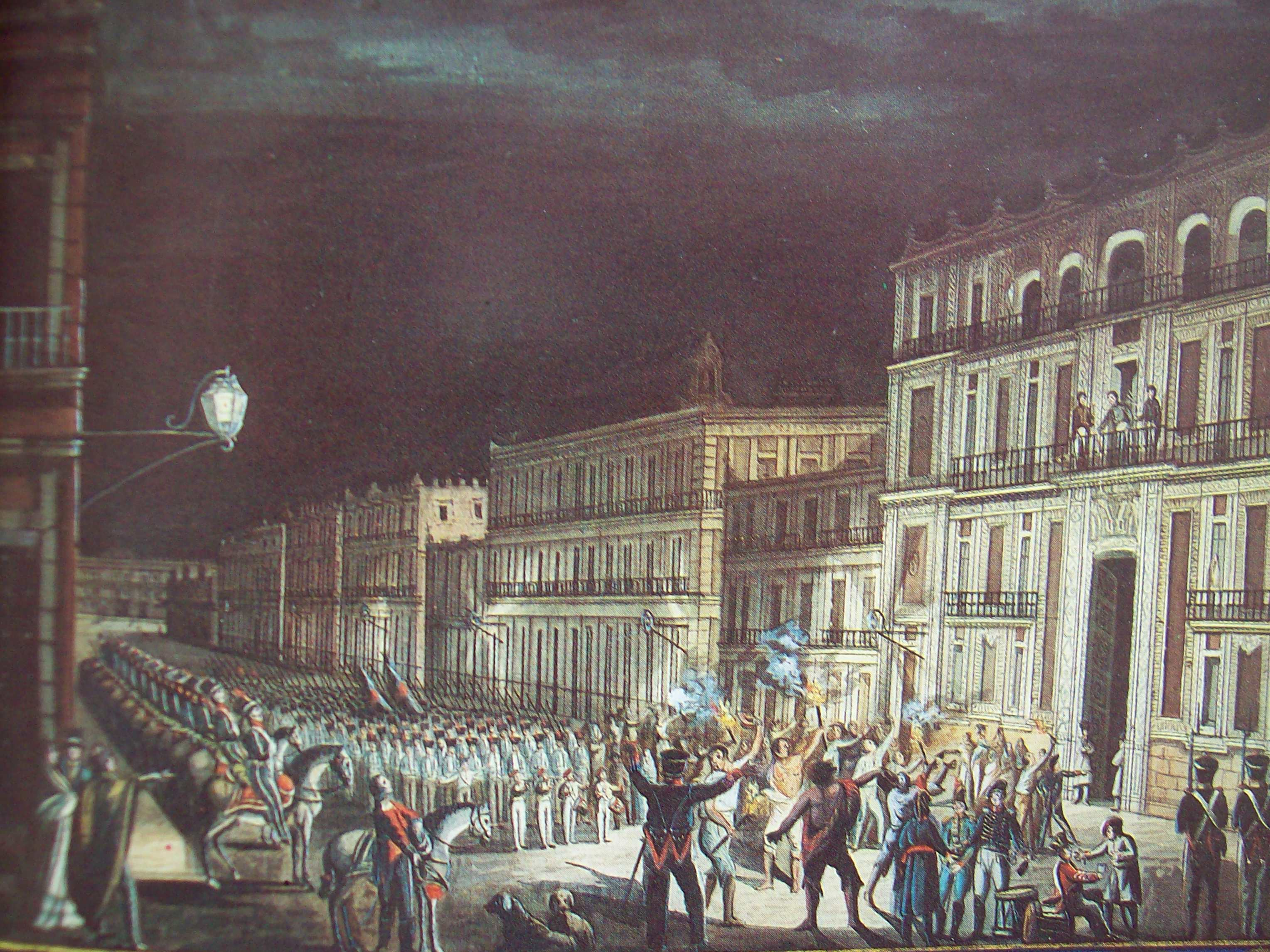
Iturbide császárrá nyilvánítása 1822. március 19-én

1822. május 18-ának estéjén a celayai hadsereg, melynek parancsnoka Iturbide volt, a főváros utcáin őt éltetve masírozni kezdett és azt követelte, fogadja el a császári koronát. A házakból kitóduló és Iturbide lakóhelye (a Moneada-család palotája) előtt összegyűlő nép valódi szimpátia-tömegtüntetéssé változtatta az eseményt. Iturbide, aki éppen otthon kártyázott (tresillót játszott), többször is kiállt az erkélyre a tömeg elé, és hevesen bizonygatta, őt visszataszítja a trón elfogadásának gondolata. Azonban kifogásait rendre éljenzés hallgattatta el. Ekkor Iturbide a régensi juntához, a katonai vezetőkhöz és a kongresszus elnökéhez fordult, akik mind azt javasolták neki, engedjen a nép akaratának. A 19-én reggel 7 órakor összeülő kongresszusban már nem volt teljes az egyetértés, igaz, végül már csak arról folyt a vita, hogy előbb kérjék-e ki a különböző tartományok vezetőinek véleményét, vagy késlekedés nélkül nevezzék ki a császárt. Az ülésen maga Iturbide is jelen volt (az őt odaszállító öszvérfogatból az utcán tolongó rajongói kifogták az állatokat és maguk húzták a járművet), és többszöri felszólalásában is az első lehetőséget támogatta. Valentín Gómez Farías felolvasott egy 46 képviselő által aláírt, Iturbide megkoronázását támogató dokumentumot, majd a képviselők titkos szavazáson 67:15 arányban (más forrás szerint 77:15) úgy döntöttek, Iturbidét azonnal császárrá választják.
Bár a katonaság és a lakosság nagyobb része is támogatta a trónra lépést, később ellenfelei azzal vádolták, a tüntetést ő szervezte és a hatalmat így erőszakkal szerezte meg. Emlékirataiban azonban a császár ismételten megfogalmazta: valóban nem állt volna szándékában elfogadni a felkérést, ha nem kapta volna minden irányból a biztatást.
I. Ágoston koronázásáról június 22-én született döntés, ekkor határozták el, hogy feleségét is megkoronázzák, és „császárné” titulust kap, legidősebb fiuk, Agustín Jerónimo Príncipe Imperial („birodalmi herceg”), többi gyermekük Príncipe („herceg”) lesz. Özvegy apját Príncipe de la Unión (az unió hercege), Nicolasa nevű nővérét Princesa de Iturbide („Iturbide hercegnője”) címekkel ruházták fel. A koronázási szertartásra július 21-én került sor a mexikóvárosi székesegyházban. A felkenést Guadalajara püspöke végezte Durango és Oaxaca püspökének segítségével, a koronát a kongresszus elnöke helyezte Ágoston fejére. Feleségének koronázása után elfoglalták külön számukra készített trónjukat, majd a főpap latinul felkiáltott: „Éljen a császár örökké!”. Az uralkodópár és kíséretük ezután az egykori alkirályi palotába vonult, melynek erkélyéről köszöntötték a népet.
A koronázás alkalmából emlékérméket is verettek a császár és a császárné arcképével és az „AGUSTÍN Y ANA EN SU FELIZ EXALTACIÓN AL TRONO IMPERIAL DE MÉXICO” („Ágoston és Anna Mexikó birodalmi trónjára való boldog felmagasztalásukkor”), illetve „LA PATRIA LO ELEVA AL TRONO” („A Haza emeli őt a trónra”) feliratokkal.

#### A császárság rendszere és bukása

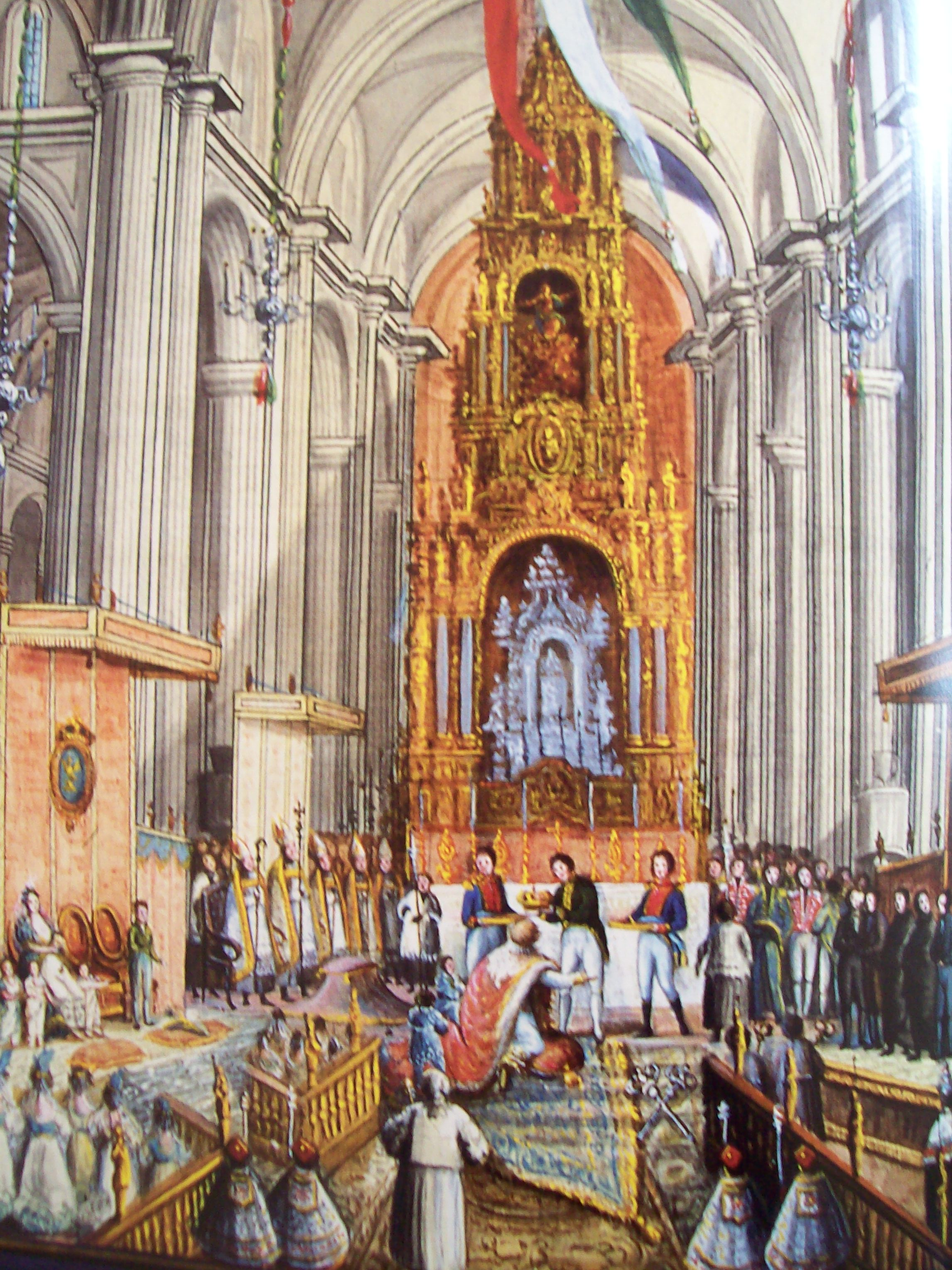
I. Ágoston megkoronázása 1822. július 21-én

Mexikó Ágoston császársága idején érte el legnagyobb kiterjedését: a mintegy ötmillió négyzetkilométeres ország Kaliforniától, Új-Mexikótól és Texastól kezdve egészen Costa Ricáig húzódott. Igaz, a Vercruzban még állomásozó spanyol csapatok, a belső ellentétek és Közép-Amerika országainak 1823 eleji leválása miatt a császár de facto nem kormányozhatta teljes egészében ezt a hatalmas területet.
Hiába volt a császár a lakosság körében népszerű, a régensség idején fennálló ellentétek nem csitultak. Mind a Bourbon-pártiak, mind a köztársaság hívei, a regionális érdekek képviselői és a régi függetlenségi harcosok szembekerültek vele. A frissen alapított Orden de Guadalupe rend létrehozásával és hű emberei között történő „osztogatásával” sem tudott sok újabb embert maga mellé állítani. Súlyosbította a helyzetet, hogy az Amerikai Egyesült Államok az elfogadott Adams–Onís-egyezmény ellenére Mexikó északi területeinek megkapásáról akart tárgyalni, és mivel a császár ezt elutasította, az északi szomszéd is ügynököket küldött Mexikóba, akik elősegítették a szerveződő lázadásokat.
A kongresszus tagjai közül augusztus 26-án többeket ismét letartóztatott az ellene való összeesküvés vádjával, majd mivel nem látott más lehetőséget a törékeny egyensúly megszilárdítására, október 31-én feloszlatta a szerinte jórészt csak fölösleges szócsépléssel foglalkozó kongresszust, és helyette egy hozzá hű Junta Nacional Instituyente (Nemzeti Intézményesítő Junta) nevű szervezetet hozott létre. Az új junta nekiállt új törvények és alkotmánytervezet kidolgozásának, de az ország a káosz felé tartott.
Felipe de la Garza felkelését még sikerült elfojtani, mivel a tamaulipasi parancsnok nem rendelkezett elég népszerűséggel, így nem tudott tömegbázist kialakítani maga mellett. Kénytelen volt Monterreybe menekülni, majd hamarosan bocsánatért folyamodni a császárhoz. Ő nemcsak hogy megbocsátott, hanem vissza is helyezte De la Garzát eredeti pozíciójába.
Hamarosan viszont komolyabb lázadás szerveződött. Mivel José Dávila a córdobai egyezmény ellenére nem akarta átadni a mexikóiaknak a veracruzi San Juan de Ulúa-erődöt, Ágoston Jalapába ment, hogy felmérje, mit tehet. Itt több helyi tisztviselő is arról panaszkodott neki, hogy Antonio López de Santa Anna magát Jefe políticónak (politikai főnöknek) kinevezve despotikus uralmat gyakorol a környéken. A császár ezért Jalapában találkozott Santa Annával, és hogy megpróbálja megnyugtatni, hivatalosan Brigadier General rangot adományozott neki (igaz, a Jefe políticót nem engedélyezte). Ő azonban nem elégedett meg ezzel, és néhány nap múlva, amikor a császár már elhagyta Jalapát, december elején Veracruzban kiadta a Veracruz-tervet, amelyben egy új kongresszus felállítását és köztársaság kikiáltását követelte (bár később maga vallotta be, nem pontosan tudta, milyen valójában egy köztársaság), és törvénytelennek nyilvánította Ágoston hatalomra jutását, mivel az erőszak alkalmazásával történt. A tervet, amely garantálta az Iguala-tervben is megfogalmazott egyenlőséget európaiak és amerikaiak között, aláírta Guadalupe Victoria, és támogatta Vicente Guerrero és Nicolás Bravo is. December 21-én Jalapánál azonban katonai összecsapásra került sor, amiből a császár seregei kerültek ki győztesen.
Santa Anna azonban hamarosan új támogatókat talált és újra erőre kapott. Ágoston José Antonio Echávarri tábornokot küldte az újabb felkelések leverésére, ám Echávarri ehelyett (valószínűleg Mariano Michelena és Miguel Ramos Arizpe hatására) csatlakozott a mozgalomhoz. 1823 februárjában kiadta a Casa Mata-tervet. Úgy gondolták, a tartományok nagyobb függetlenséget érdemelnek (többek között az ő joguk eldönteni, hogy a régi kongresszus mely tagjai vehessenek részt az új szerv munkájában), ezért jelentős hatáskörbővítést követeltek számukra. A hadsereg egyre inkább tudatára ébredt, hogy jelentős hatalmi tényező, szinte bárkit segíthet hatalomra jutni vagy eltávolítani a hatalomból. A 13 tartományi képviselethez és a hadsereg vezetőihez szétküldött Casa Mata-tervhez legtöbben azonnal csatlakoztak. Ágoston arra kényszerült, hogy visszaállítsa az alkotmányozó kongresszust, de már késő volt: az egykori háromgaranciás hadsereg maradványaiból létrejött had, mely most Felszabadító Hadseregnek (Ejército Libertador) nevezte magát, a fővároshoz közelített. A császár 1823. március 19-én lemondott.
A császárság bukása után létrejövő végrehajtó hatalmi szervet egy triumvirátus irányította: Celestino Negrete, Nicolás Bravo és Guadalupe Victoria, a két helyettes tag Mariano Michelena és Miguel Domínguez volt. Kimondták, hogy Ágoston rendszere kezdetektől fogva törvénytelen volt (így lemondása is érvénytelen), a kongresszus pedig visszakapta jogköreit. Egyre többen kezdték követelni a császár távozását az országból, ezért még egy évi 25 000 pesós járadékot is megszavaztak neki, feltéve hogy kivándorol.

## Útja Európába

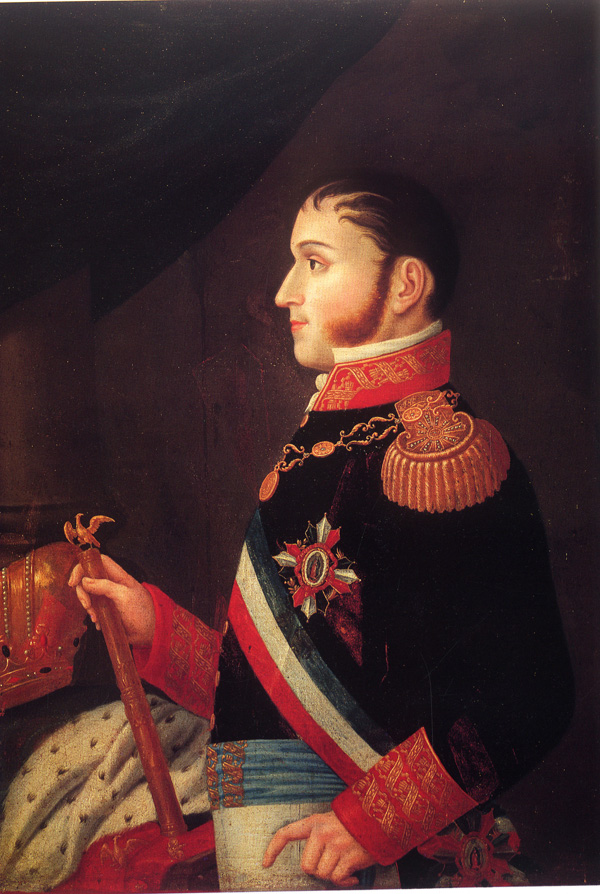
Festmény Ágoston császárról

Iturbide 1823. március 30-án családjával és kíséretével Veracruz felé indult, hogy onnan Európába hajózzon. Az úton Nicolás Bravo és 500 embere kísérte, de egy esetleges merénylettől tartva elkerülték az útba eső városokat, inkább kisebb falvakon keresztül haladtak. Némelyik faluban kitörő örömmel üdvözölték a menetet. Nehezítette viszont a helyzetet a számtalan belső konfliktus, amely abból eredt, hogy a kíséretben ugyanúgy megtalálhatók voltak az egykori függetlenségi harcosok és a Felszabadító Hadsereg tagjai, mint a császár hű emberei. Tulancingóba érve Bravo egy nagyobb összetűzés kialakulásának elkerülése érdekében a császár személyi testőrségét is feloszlatta, sőt, több papot és hivatalnokot, valamint Francisco Paula de Álvarez személyi titkárt még letartóztatni is megpróbálta. Iturbide idős apja és Nicolasa nevű nővére, akinek egészségi állapota romlani kezdett, hamarosan visszatért Mexikóvárosba. A többiek azonban elérték a Mexikói-öböl partját, igaz, Veracruzba nem mehettek, mert annak kikötője a sárgaláz miatt karanténba volt zárva, így La Antiguába vonultak.
Május 11-én a Német Indiai Társaság Rowlins nevű hajóján indult útnak Agustín de Iturbide és 27 fős kísérete: felesége, nyolc gyermekük, egy José López nevű barátja, José Treviño, a gyóntatója, José Malo nevű unokaöccse, Álvarez, a titkár (apjával, feleségével és két gyermekével), valamint tíz további alkalmazott és szolga.
Augusztus 2-án kötöttek ki a toszkánai Livornóban, ahol Iturbide néhány hónapig Napóleon húgának, Pauline Bonapartének a Villa Guevara nevű házában élt. Azonban a toszkánai nagyherceg nem tudta garantálni a biztonságát, a mexikói kormány nem folyósította az őt megillető járandóságot, és a Szent Szövetség is nemtetszését fejezte ki, ezért decemberben a földrészt átszelve Oostende kikötőjében hajóra szállt és Londonba utazott, ahova 1824. január 1-én érkezett meg. Eleinte a Saint Paul’s Coffee House-ban szállt meg, később a George Street Picadillyre, majd márciusban Bath városába költözött. A mexikói kormány kéme, José María Marchena azt jelentette, Iturbide ritkán mutatkozott az utcán, bár színházba néha eljárt.
Április 28-án hazájának kongresszusa úgy rendelkezett, hogy az egykori császárt törvényen kívüli árulónak tekinti, és abban az esetben, ha esetleg újra mexikói földre lépne, azonnal halálbüntetést kell kiszabni rá. Iturbide erről a rendelkezésről mit sem sejtett.

## Visszatérése Mexikóba
Angliai tartózkodása során mexikói szimpatizánsaitól számos levelet kapott, amelyekben arra kérték, térjen haza. Ezért írt egy levelet az angol külkapcsolati titkárságra, amelyben kijelentette, hogy bizonyos csoportok meghívására, a kormányzat megszilárdításának és a béke előmozdításának érdekében visszatér Mexikóba. Bár az angliai száműzetését töltő José de San Martín, Chile és Peru szabadságharcosa megpróbálta lebeszélni tervéről, ő mégis útnak indult: 1824. május 11-én Southampton kikötőjében a Spring nevű hajó fedélzetén elhagyta Európát. Vele tartott régi társaságából felesége, két kisebb gyermeke, López és Treviño, valamint új útitársként az olasz Macario Morandini, az angol nyomdász, John Armstrong és egykori lengyel harcostársa, Charles Beneski. Családi ékszereken és személyes dokumentumokon kívül egy nyomdagépet és egy előre megírt, a mexikóiakhoz szóló kiáltványt vitt magával.
Június 29-én érkeztek meg a texasi San Bernardo-öbölbe, majd két nappal később Tampico kikötőjét célozták meg. A kedvezőtlen tengeráramlások miatt azonban kénytelenek voltak kikötni Soto la Marinában. Beneskit előre küldte, hogy mérje fel, mi a helyzet az országban és hogy találkozzon Felipe de la Garza tábornokkal, akinek annak idején lázadása után megbocsátott. Garza úgy tett, mintha támogatná Iturbidét, azonban tőrbe csalta: július 17-i találkozásuk után a még érvényben levő országos rendelet alapján elfogták és Padilla városába kísérték, ahol abban az időben a frissen létrehozott Tamaulipas állam kormánya működött.

### Kivégzése

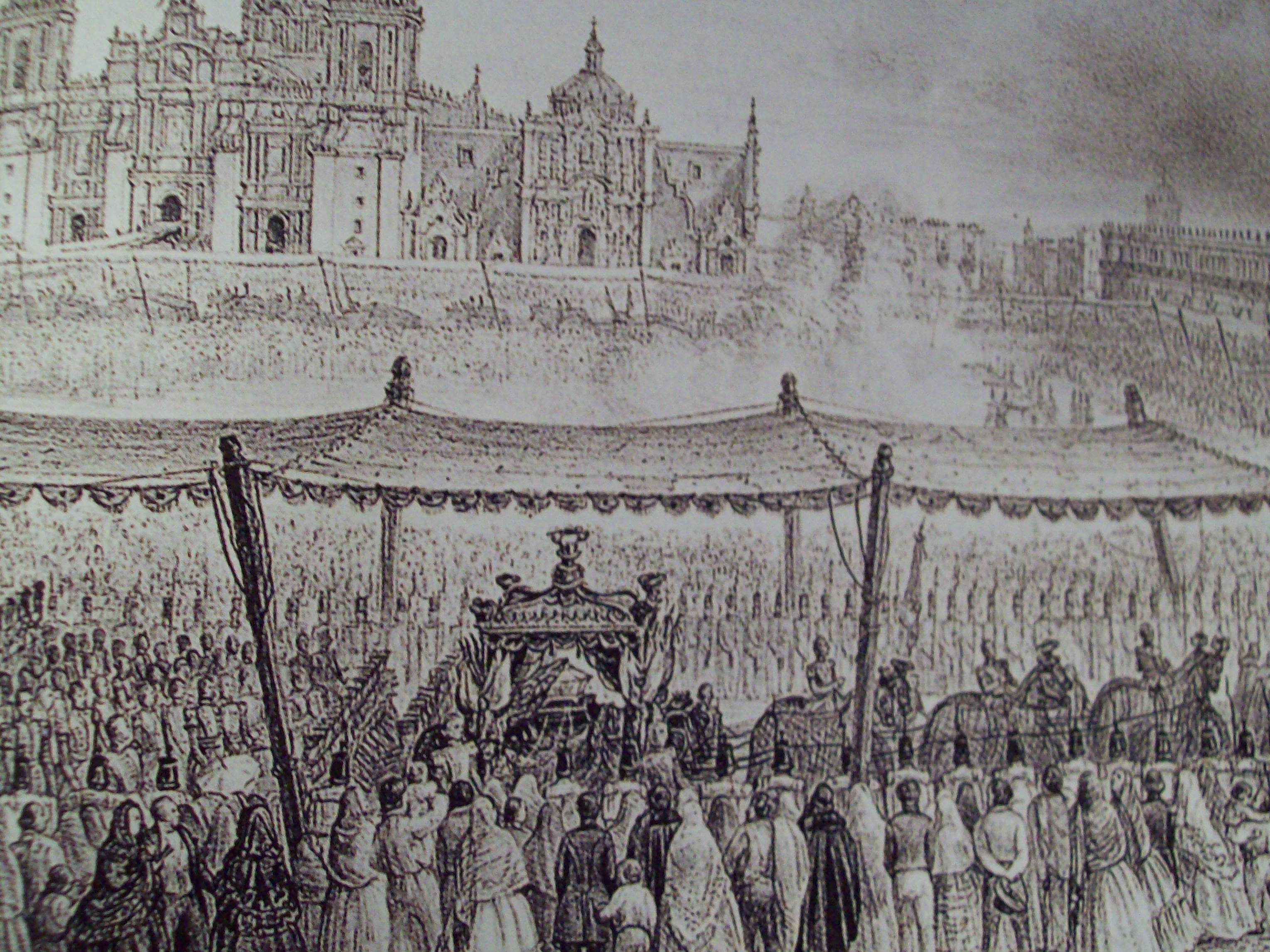
A holttest átszállítása Mexikóváros székesegyházába 1838-ban

Július 19-én De la Garza a tizenegy törvényhozó közül héttel és két helyettessel összeült, és kilenc szavazattal halálra ítélték. Délután az egykori császár megfogalmazott egy levelet az országot irányító kongresszushoz, amelyben magyarázatot kért a történtekre. Feleségének is írt egy üzenetet, amelyben kijelenti: „A törvényhozás velem szemben a legigazságtalanabb bűntettet fogja elkövetni: a száműzésemről szóló rendelet alapján halálbüntetésemről értesítettek. Isten tudja, mit cselekszik, és én keresztényi beletörődéssel alávetem magam az ő szent akaratának”. A törvényhozás elnökeként is tevékenykedő pap adta fel az utolsó kenetet, ezt a papot kérte meg, hogy továbbítsa levelét a feleségének, óráját és rózsafüzérét pedig nagyobb fiára hagyta.
Választ azonban nem kaphatott leveleire: Gordiano del Castillo, De la Garza segítője csak annyit közölt vele, hogy még aznap este 6 órakor agyonlövik.
Kikísérték a település főterére, ahol körbenézett és egy pohár vizet kért. A nála levő 3 és fél uncia aranyat szétosztotta a kivégzőosztag emberei között. Miután szemét bekötötték és kezeit is összekötözték, erős és határozott hangon felkiáltott: „Mexikóiak! Becsülettel halok meg, nem árulóként! Nem marad ez a folt gyermekeim és utódaik nevén! Nem vagyok áruló, nem!”
Elmondott egy imát, megcsókolt egy feszületet és bűnbánatot tartott. Ezután térdre ereszkedett és várta a halálos lövéseket. A négy lövésből három találta el: egy a homlokának bal oldalán, egy a bal oldali harmadik és negyedik bordája között, egy pedig arcának jobb oldalán, az orra mellett.

## Temetése

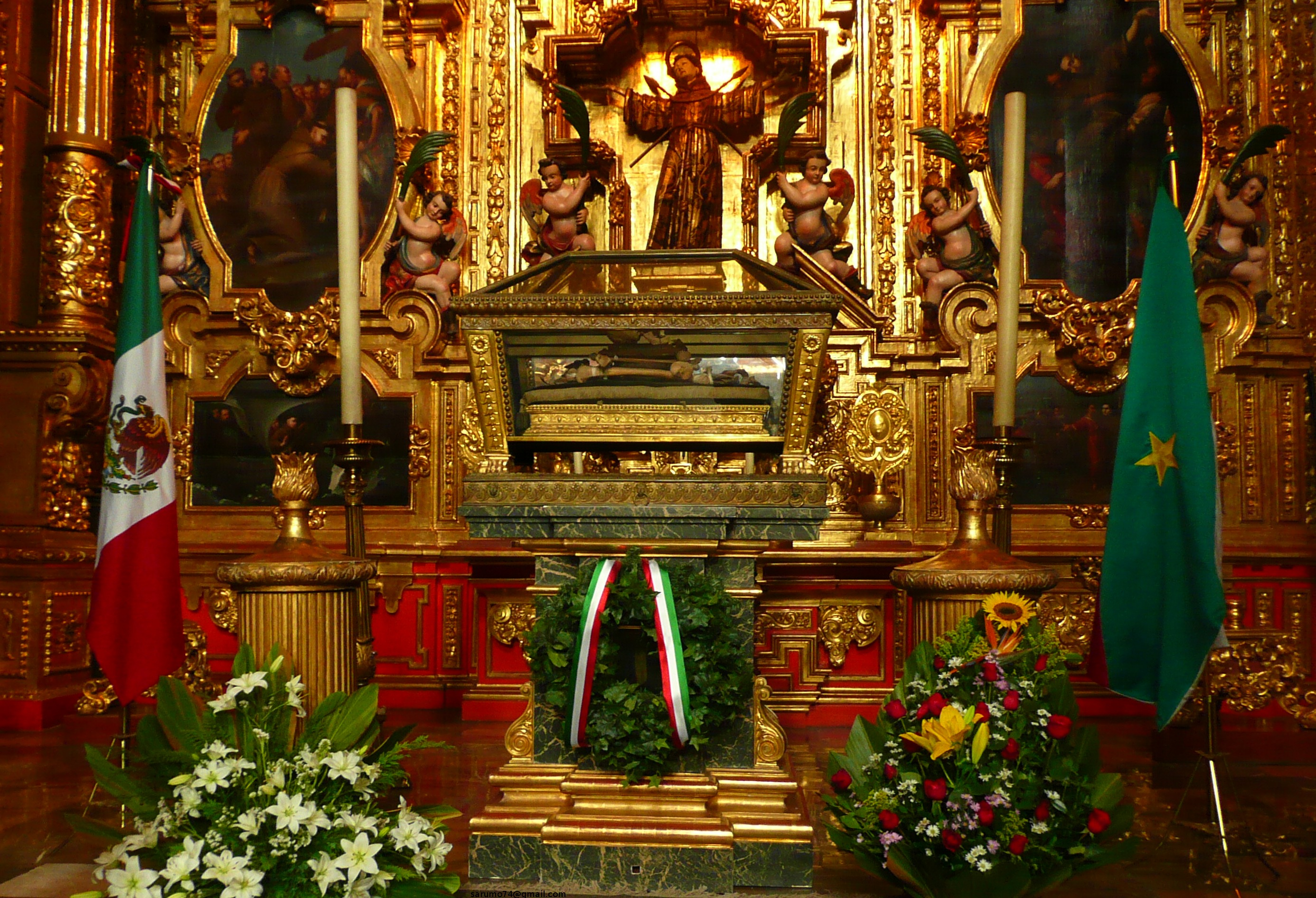
A császár földi maradványainak közszemlére tétele 2010-ben

Holttestét éjszakára ferences ruhába öltöztetve egy kápolnában helyezték el, ahol négy gyertya égett mellette. Másnap reggeli temetésének költségeit De la Garza állta. José Miguel de la Garza García, az egyik képviselő (aki előző nap a kivégzésre szavazott) misét mutatott be emlékére, majd a holttestet a parókián temették el.
1832 nyarán Manuel Mier y Terán, aki korábban függetlenségi harcos volt, ugyanabban a házban szállt meg, ahol kivégzése előtt Iturbidét fogva tartották. Terán elnökválasztási veresége és Texas elvesztésének vészjósló lehetősége miatt depresszióba esett és július 3-án a ház előtti téren, azzal a hellyel szemben, ahol a császárt kivégezték, kardjába dőlve öngyilkosságot követett el. Kívánságának megfelelően testét Iturbide mellé temették el.
1833 novemberében, Antonio López de Santa Anna első kormányának idején a kongresszus rehabilitálta a császár emlékét és elrendelte, hogy temessék újra Mexikóvárosban. A rendelet megvalósulására azonban még sokat kellett várni, csak 1838-ban hajtották végre Anastasio Bustamante kormányának idején. Ágoston földi maradványait nagy pompa mellett helyezték örök nyugalomra a mexikóvárosi székesegyház Felipe de Jesús nevű kápolnájában. Bustamante szintén azt kérte, halála esetén az ő szívét is ide helyezzék majd el.
A császár sírfeliratát José María Tornel y Mendívil'tábornok írta:
Agustín de Iturbide
Autor de la Independencia mexicana
Compatriota, llóralo.
Pasajero, admíralo.
Este monumento guarda las cenizas de un héroe.
Su alma descansa en el seno de Dios.
(„Agustín de Iturbide, a mexikói függetlenség megszerzője. Honfitárs, sirasd! Erre járó, csodáld! Ez az emlékmű egy hős hamvait őrzi. Lelke Isten keblén nyugszik.”)

## Emlékezete

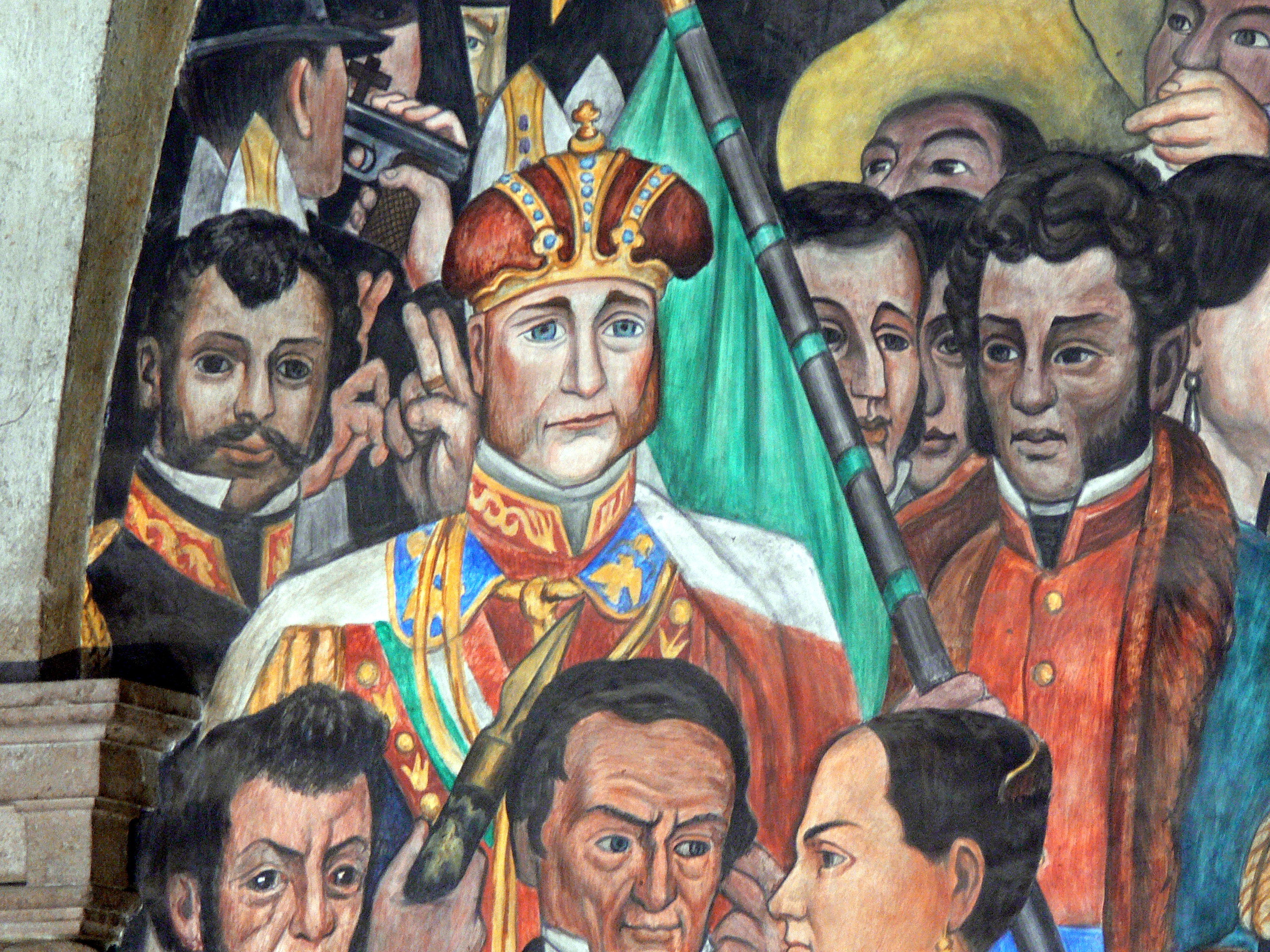
Ágoston császár Diego Rivera falképén a Palacio Nacionalban

Az egykori császár kivégzése azon a rendeleten alapult, amely árulóvá nyilvánította, 1833-ban viszont már másként tekintettek rá: egykori ellenfele, Antonio López de Santa Anna kormánya volt az, amely emlékét rehabilitálta, igaz, csak öt évvel később temették újra, ünnepélyes keretek között.
Nevét arany betűkkel felírták a képviselőház egyik üléstermének falára is, azonban 1921. október 5-én a képviselők 77:5-ös szavazati aránnyal eltávolíttatták onnan. A háború lezárásának 150 éves évfordulóján, 1971-ben pedig a kormány Vicente Guerrerót nevezte meg, mint a függetlenség valódi kivívóját, szembeállítva őt Iturbidével.
Megítélése csakúgy, mint saját korában, ma is ellentmondásos. Vannak, akik azt hangsúlyozzák, hogy eleinte milyen kegyetlenül harcolt a függetlenség ellen, foglyok és civilek ezreit kivégeztetve, és gyalázzák későbbi abszolutista rendszere miatt, de vannak, akik igazi hősként ünneplik, mivel megtalálta a háború lezárásának és a függetlenség elnyerésének talán egyetlen lehetséges és igazán kevés vérontással járó módját.
Míg az egyértelműen a függetlenségért harcoló személyeknek rengeteg emlékműve van országszerte, Iturbidének jóval kevesebbet állítottak. 2010-ben Mexikóváros történelmi belvárosában is azzal a céllal avattak fel egy 400 kilogrammos bronzszobrot, hogy elősegítsék emlékének helyreállítását. Ugyanígy az is igaz, hogy míg például Hidalgóról vagy Morelosról települések százait nevezték el, az Iturbide nevet csak három község viseli, azok közül is az egyik, Agua Blanca de Iturbide nem róla, hanem Juan de Iturbide ferences papról kapta a nevét. Az Új-León állam déli részén fekvő Iturbide községnek viszont még a címerében is szerepel a császár arcképe.
Mexikóvárosi palotájában 2004 óta múzeum működik, igaz, nem az ő emlékére rendezték be, hanem vegyes szépművészeti kiállításnak ad otthont.

## Leszármazottai

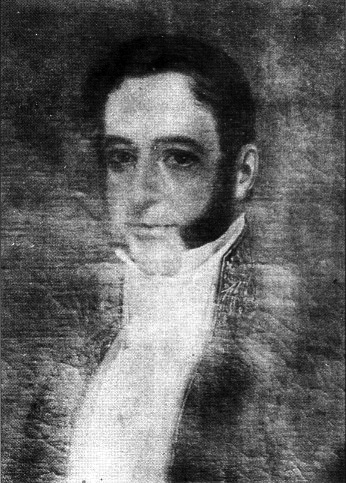
Agustín Jerónimo de Iturbide y Huarte, aki a császár gyermekei közül egyedüliként Príncipe Imperial (birodalmi herceg) címet kapott

Agustín de Iturbide és Ana María Huarte házasságából öt fiú- és öt leánygyermek született:
- Agustín Jerónimo de Iturbide y Huarte, birodalmi herceg, 1807–1866
- Sabina de Iturbide y Huarte, 1810–1871
- Juana María de Iturbide y Huarte, 1812–1828
- Josefa de Iturbide y Huarte, 1814–?
- Ángel de Iturbide y Huarte, 1816–1872
- María de Jesús de Iturbide y Huarte, 1818–1849
- María de los Dolores de Iturbide y Huarte, 1819–1820
- Salvador María de Iturbide y Huarte, 1820–1856
- Felipe de Iturbide y Huarte, 1822–1853
- Agustín Cosme de Iturbide y Huarte, 1824–1873

Közülük mindössze ketten kötöttek házasságot: Ángel nevű fia egy Alicia Green nevű USA-beli nővel, másik fia, Salvador pedig Rosario de Marzán y Guizasolával.
Ángelnek egyetlen fia született, Agustín de Iturbide y Green, aki két amerikai nővel is házasságban élt, gyermekei azonban nem voltak. Salvadornak 1849-ben született meg szintén Salvador de Iturbide nevű fia. A kis Agustínt és Salvadort, a császár unokáit az 1864-ben trónra lépő I. Miksa, tudván, hogy neki már nem lesznek utódai, örököséül fogadta. Miksát azonban 1867-ben kivégezték, Mexikó újra köztársaság lett, ezzel az örökösödés kérdése lekerült a napirendről.
Agustín 1925-ben meghalt, Salvador pedig a magyar tarródházi Mikos Gizella Mária Teréziával (spanyolosan: Gizella María Terezia Mikos de Tarrodháza) házasodott. Nekik egyetlen leányuk született: 1872-ben María Josefa de Iturbide y Mikos de Tarrodháza. Ő kétszer házasodott, csak első férjétől, Johann Nepomuk Adolf Ferdinand Josef Tunkl von Aschbrunn und Hohenstadttól születtek gyermekei, mindkettő Magyarországon, Temesváron: 1909-ben María Anna Tunkl-Iturbide és 1912-ben Maria Gizela Tunkl-Iturbide. María Josefát a kommunisták monarchista népellenséggé nyilvánították és koncentrációs táborba zárták, ahol 1949-ben meghalt.
Kisebbik lánya, Maria Gizela 1944-ben az erdélyi Besztercén (amely akkor a második bécsi döntés következtében ismét Magyarország részét képezte) adott életet Maximiliano de Götze-Iturbidének, aki Ausztráliába költözött, és ott született két gyermeke: 1992-ben Fernando és 1998-ban Emanuela. Anyjuk az olasz–magyar származású Anna Maria von Franceschi.
Bár a mexikói alkotmány kimondja, hogy az országban nincsenek örökölhető címek, XVI. Benedek pápa 2011-ben mégis mint Mexikó legitim trónörökösét fogadta a Vatikánban Maximiliano de Götze-Iturbidét.